# Brani musicali di Giorgio Vanni
I brani musicali di Giorgio Vanni comprendono le produzioni musicali realizzate durante la carriera nei Tomato, durante la carriera da solista e la produzione di sigle televisive.
Sono qui elencati anche i brani prodotti per altri artisti e i vari jingle pubblicitari. Data la vastità dei brani prodotti, sono qui elencati solo quelli di cui si possono trovare riscontri più sicuri.

## Canzoni come interprete e autore nei Tomato
Sono elencati i brani cantati e/o composti dall'artista dal 1979 fino allo scioglimento del gruppo nel 1992.
| Anno | Titolo                        | Durata | Musica                                                                                  | Testo                                                                                   | Incisione                      | Edizioni musicali                                    | Note |
| ---- | ----------------------------- | ------ | --------------------------------------------------------------------------------------- | --------------------------------------------------------------------------------------- | ------------------------------ | ---------------------------------------------------- | --- |
| 1983 | The Island of the Sun         | 6:45   | Giorgio Vanni e Claudio D'Onofrio Arrangiamento: Paolo Costa, A. Crucitti, M. Iudicello | Giorgio Vanni e Claudio D'Onofrio Arrangiamento: Paolo Costa, A. Crucitti, M. Iudicello | The Island Of The Sun          | ?                                                    | - Brano pubblicato in Italia, Germania, Spagna - Nell'archivio SIAE è registrata anche come Island of Sun, Isola del sole e Turutu Turu |
| 1983 | The Island of the Sun         | 4:44   | Giorgio Vanni e Claudio D'Onofrio Arrangiamento: Paolo Costa, A. Crucitti, M. Iudicello | Giorgio Vanni e Claudio D'Onofrio Arrangiamento: Paolo Costa, A. Crucitti, M. Iudicello | The Island Of The Sun          | ?                                                    | Versione del brano più corta pubblicata in Italia, Spagna                                                                               |
| 1983 | The Island of the Sun         | 4:00   | Giorgio Vanni e Claudio D'Onofrio Arrangiamento: Paolo Costa, A. Crucitti, M. Iudicello | Giorgio Vanni e Claudio D'Onofrio Arrangiamento: Paolo Costa, A. Crucitti, M. Iudicello | The Island Of The Sun          | ?                                                    | Versione del brano più corta pubblicata in Francia                                                                                      |
| 1984 | The Island of the Sun         | 7:05   | Giorgio Vanni e Claudio D'Onofrio Arrangiamento: Paolo Costa, A. Crucitti, M. Iudicello | Giorgio Vanni e Claudio D'Onofrio Arrangiamento: Paolo Costa, A. Crucitti, M. Iudicello | The Island Of The Sun          | ?                                                    | Brano pubblicato negli Stati Uniti |
| 1984 | The Island of the Sun (Remix) | 7:10   | Giorgio Vanni e Claudio D'Onofrio                                                       | Giorgio Vanni e Claudio D'Onofrio                                                       | The Island Of The Sun (Remix)  | ?                                                    | Brano pubblicato negli Stati Uniti |
| 1985 | Questo è un po' di noi        | 3:50   | Giorgio Vanni e Mike Ogletree                                                           | Giorgio Vanni e Claudio D'Onofrio                                                       | Tam tam/Questo è un po' di noi | Roberto Colombo                                      | — |
| 1985 | Tam Tam                       | ?      | ?                                                                                       | ?                                                                                       | Tam tam/Questo è un po' di noi | Roberto Colombo                                      | — |
| 1992 | Amarsi un po'                 | 5:29   | Lucio Battisti                                                                          | Mogol                                                                                   | Tomato                         | WEA Italiana                                         | Cover del brano di Lucio Battisti |
| 1992 | Il disco va                   | 4:35   | Paolo Costa, Claudio D'Onofrio, Mauro Paoluzzi e Giorgio Vanni                          | Alberto Salerno                                                                         | Tomato                         | Sugar Music S.p.A./WEA Italiana                      | — |
| 1992 | La via nascosta               | 4:30   | Giorgio Vanni, Claudio D'Onofrio e Paolo Costa                                          | Giorgio Vanni, Claudio D'Onofrio e Paolo Costa                                          | Tomato                         | Kromaki Music s.r.l./Sugar Music S.p.A./WEA Italiana | — |
| 1992 | Musica nei bar                | 4:38   | Giorgio Vanni, Claudio D'Onofrio e Paolo Costa                                          | Alberto Salerno                                                                         | Tomato                         | Kromaki Music s.r.l./Sugar Music S.p.A./WEA Italiana | — |
| 1992 | Nasce il sole                 | 4:38   | Giorgio Vanni, Claudio D'Onofrio e Paolo Costa                                          | Alberto Salerno                                                                         | Tomato                         | Kromaki Music s.r.l./Sugar Music S.p.A./WEA Italiana | — |
| 1992 | Nelle vene                    | 5:24   | Giorgio Vanni, Claudio D'Onofrio e Paolo Costa                                          | Giorgio Vanni, Claudio D'Onofrio e Paolo Costa                                          | Tomato                         | Kromaki Music s.r.l./Sugar Music S.p.A./WEA Italiana | — |
| 1992 | Quasi mezzanotte              | 3:50   | Giorgio Vanni, Claudio D'Onofrio e Paolo Costa                                          | Giorgio Vanni, Claudio D'Onofrio e Paolo Costa                                          | Tomato                         | Kromaki Music s.r.l./Sugar Music S.p.A./WEA Italiana | — |
| 1992 | Sai cosa sento per te         | 4:14   | Giorgio Vanni, Claudio D'Onofrio e Paolo Costa                                          | Giorgio Vanni e Claudio D'Onofrio                                                       | Tomato                         | Sugar Music S.p.A./WEA Italiana                      | — |
| 1992 | Viaggiatori della luna        | 5:21   | Giorgio Vanni, Claudio D'Onofrio e Paolo Costa                                          | Alberto Salerno                                                                         | Tomato                         | Kromaki Music s.r.l./Sugar Music S.p.A./WEA Italiana | — |
| 1992 | Vorrei una donna              | 4:37   | Giorgio Vanni, Claudio D'Onofrio e Paolo Costa                                          | Alberto Salerno                                                                         | Tomato                         | Kromaki Music s.r.l./Sugar Music S.p.A./WEA Italiana | — |
| 1992 | Sado song                     | 4:38   | Giorgio Vanni, D'Onofrio, Costa, Salerno                                                |                                                                                         | Tomato                         |                                                      | |

## Canzoni come interprete e autore dopo lo scioglimento dei Tomato
Qui sono elencate le canzoni incise dall'artista dal 1993 fino a prima dell'arrivo delle sigle dei cartoni animati. 
| Anno | Titolo                        | Durata | Musica                                                                                    | Testo                                        | Incisione    | Edizioni musicali           | Note                                              |
| ---- | ----------------------------- | ------ | ----------------------------------------------------------------------------------------- | -------------------------------------------- | ------------ | --------------------------- | ------------------------------------------------- |
| 1994 | Chi se ne frega               | 3:15   | Giorgio Vanni Arrangiamento: Eugenio Finardi                                              | Eugenio Finardi                              | Grande Cuore | EMI Music Publishing Italia | —                                                 |
| 1994 | Ci sarò                       | 4:51   | Giorgio Vanni Arrangiamento: Eugenio Finardi                                              | Giorgio Vanni Arrangiamento: Eugenio Finardi | Grande cuore | EMI Music Publishing Italia | —                                                 |
| 1994 | Come farò                     | 4:35   | Max Longhi e Giorgio Vanni Arrangiamento: Eugenio Finardi Arrangiamento archi: Max Longhi | Eugenio Finardi                              | Grande cuore | EMI Music Publishing Italia | —                                                 |
| 1994 | Con te o senza te             | 4:55   | Giorgio Vanni Arrangiamento: Eugenio Finardi                                              | Eugenio Finardi                              | Grande cuore | EMI Music Publishing Italia | —                                                 |
| 1994 | Dimmi che tutto va bene       | 4:27   | Max Longhi e Giorgio Vanni Arrangiamento: Eugenio Finardi Arrangiamento archi: Max Longhi | Massimo Moretti                              | Grande cuore | EMI Music Publishing Italia | —                                                 |
| 1994 | È da poco tempo               | 4:33   | Giorgio Vanni Arrangiamento: Eugenio Finardi                                              | Eugenio Finardi                              | Grande cuore | EMI Music Publishing Italia | —                                                 |
| 1994 | James Dean                    | 4:08   | Giorgio Vanni Arrangiamento: Eugenio Finardi                                              | Eugenio Finardi                              | Grande cuore | EMI Music Publishing Italia | —                                                 |
| 1994 | James Dean (versione seconda) | 4:04   | Giorgio Vanni Arrangiamento: Eugenio Finardi                                              | Eugenio Finardi                              | Grande cuore | EMI Music Publishing Italia | —                                                 |
| 1994 | Piccolo grande cuore          | 4:56   | Giorgio Vanni Arrangiamento: Eugenio Finardi                                              | Giorgio Vanni Arrangiamento: Eugenio Finardi | Grande Cuore | EMI Music Publishing Italia | Cantata in duetto con Eugenio Finardi al Roxy Bar |
| 1994 | Quanti pensieri               | 3:36   | Giorgio Vanni Arrangiamento: Eugenio Finardi                                              | Claudio D'Onofrio                            | Grande cuore | EMI Music Publishing Italia | —                                                 |
| 1994 | Ricordati che                 | 3:40   | Giorgio Vanni Arrangiamento: Eugenio Finardi                                              | Eugenio Finardi                              | Grande cuore | EMI Music Publishing Italia | —                                                 |
| ???  | I Have to Tell You Now        | —      | Max Longhi e Giorgio Vanni Arrangiamento: ?                                               | ?                                            | —            | Lova Music S.r.l.           | —                                                 |
| ???  | Imagination                   | —      | Max Longhi e Giorgio Vanni Arrangiamento: ?                                               | ?                                            | —            | —                           | —                                                 |
| ???  | Lucky Day                     | —      | Max Longhi e Giorgio Vanni Arrangiamento: ?                                               | ?                                            | —            | —                           | —                                                 |
| ???  | Se fossi qui domani           | —      | Fabio Gargiulo, Max Longhi e Giorgio Vanni                                                | ?                                            | —            | Lova Music S.r.l.           | —                                                 |

## Sigle di cartoni animati e canzoni
Qui sono elencate tutte le canzoni incise da Giorgio Vanni, dalla prima sigla Superman fino a quelle più recenti del presente.
| Anno | Titolo                                                               | Durata | Musica | Testo | Incisione                                                | Edizioni musicali                                                                                                  | Note |
| ---- | -------------------------------------------------------------------- | ------ | --- | --- | -------------------------------------------------------- | --- | --- |
| 1998 | Superman                                                             | 3:13   | Max Longhi e Giorgio Vanni Arrangiamento: Max Longhi                                                                                 | Alessandra Valeri Manera                                                                                  | Fivelandia 16                                            | RTI S.p.A./Warner Chappell Music Italiana Srl                                                                      | Sigla della serie animata omonima |
| 1998 | Zippo                                                                | 1:32   | Max Longhi e Giorgio Vanni Arrangiamento: Max Longhi                                                                                 | Max Longhi e Giorgio Vanni Arrangiamento: Max Longhi                                                      | Sigle Tv - Vol 1 (Compilation digitale R.T.I.)           | RTI S.p.A. | - Sigla di coda del programma Forza papà - Tema strumentale |
| 1999 | Dragon Ball                                                          | 3:19   | Max Longhi e Giorgio Vanni Arrangiamento: Max Longhi                                                                                 | Alessandra Valeri Manera                                                                                  | Fivelandia 1999                                          | RTI S.p.A. | Sigla della serie animata omonima |
| 1999 | Dragon Ball (versione Dance)                                         | 5:08   | Max Longhi e Giorgio Vanni Arrangiamento: Max Longhi                                                                                 | Alessandra Valeri Manera                                                                                  | Fivelandia 1999                                          | RTI S.p.A. | — |
| 1999 | L'incredibile Hulk                                                   | 3:18   | Max Longhi e Giorgio Vanni Arrangiamento: Max Longhi                                                                                 | Alessandra Valeri Manera                                                                                  | Cristina D'Avena e i tuoi amici in TV 12                 | RTI S.p.A. | Sigla della serie animata omonima |
| 1999 | Mystic Knights: quattro cavalieri nella leggenda                     | 3:35   | Max Longhi e Giorgio Vanni Arrangiamento: Max Longhi                                                                                 | Alessandra Valeri Manera                                                                                  | Fivelandia 1999                                          | RTI S.p.A. | Sigla della serie televisiva omonima |
| 1999 | Pokémon                                                              | 3:03   | Max Longhi e Giorgio Vanni Arrangiamento: Max Longhi                                                                                 | Alessandra Valeri Manera                                                                                  | Dragon Ball Dance Compilation                            | RTI S.p.A. | Sigla della serie animata omonima |
| 2000 | Appartamento per due                                                 | 1:06   | Max Longhi e Giorgio Vanni Arrangiamento: Max Longhi                                                                                 | Antonio Conticello                                                                                        | Super Hits - Il meglio del meglio del meglio             | RTI S.p.A. | - Sigla della serie televisiva omonima - In duetto con Patrizia Saitta |
| 2000 | Diabolik                                                             | 3:33   | Max Longhi e Giorgio Vanni Arrangiamento: Max Longhi                                                                                 | Alessandra Valeri Manera                                                                                  | Fivelandia 18                                            | RTI S.p.A. | Sigla della serie animata omonima |
| 2000 | Diabolik (Remix)                                                     | 2:42   | Max Longhi, Giorgio Vanni, Morris Capaldi e Michele Brustia                                                                          | Alessandra Valeri Manera                                                                                  | Pokémon Cartoons Dance Compilation                       | RTI S.p.A. | — |
| 2000 | Dragon Ball (Remix)                                                  | 3:16   | Max Longhi, Giorgio Vanni e Morris Capaldi                                                                                           | Alessandra Valeri Manera                                                                                  | Dragon Ball Dance Compilation                            | RTI S.p.A. | — |
| 2000 | I cavalieri dello zodiaco                                            | 3:29   | Max Longhi e Giorgio Vanni Arrangiamento: Max Longhi                                                                                 | Alessandra Valeri Manera                                                                                  | Cristina D'Avena e i tuoi amici in TV 14                 | RTI S.p.A. | Sigla per le repliche della serie animata omonima |
| 2000 | L'incredibile Hulk (Remix 2000)                                      | 3:12   | Max Longhi, Giorgio Vanni e Charlie Marchino                                                                                         | Alessandra Valeri Manera, Max Longhi, Giorgio Vanni e Charlie Marchino                                    | Dragon Ball Dance Compilation                            | RTI S.p.A. | — |
| 2000 | Maledetti scarafaggi                                                 | 2:08   | Max Longhi e Giorgio Vanni Arrangiamento: Max Longhi                                                                                 | Alessandra Valeri Manera                                                                                  | Fivelandia 18                                            | RTI Reti Televisive Italiane S.p.A.                                                                                | - Sigla della serie animata omonima - Con la partecipazione di Pietro Ubaldi |
| 2000 | Maledetti scarafaggi (Remix)                                         | 2:06   | Max Longhi, Giorgio Vanni, Morris Capaldi e Michele Brustia                                                                          | Alessandra Valeri Manera                                                                                  | Pokémon Cartoons Dance Compilation                       | RTI S.p.A. | — |
| 2000 | Mystic Knights: quattro cavalieri nella leggenda (Remix)             | 2:32   | Max Longhi, Giorgio Vanni e Morris Capaldi                                                                                           | Alessandra Valeri Manera                                                                                  | Dragon Ball Dance Compilation                            | RTI S.p.A. | — |
| 2000 | Pokémon (Remix)                                                      | 3:32   | Max Longhi, Giorgio Vanni e Morris Capaldi                                                                                           | Alessandra Valeri Manera                                                                                  | Dragon Ball Dance Compilation                            | RTI S.p.A. | — |
| 2000 | Pokémon: Oltre i cieli dell'avventura                                | 3:04   | Max Longhi e Giorgio Vanni Arrangiamento: Max Longhi                                                                                 | Alessandra Valeri Manera                                                                                  | Fivelandia 18                                            | RTI S.p.A. | Sigla della serie animata Pokémon - Oltre i cieli dell'avventura |
| 2000 | Pokémon: Oltre i cieli dell'avventura (Remix)                        | 3:32   | Max Longhi, Giorgio Vanni e Morris Capaldi                                                                                           | Alessandra Valeri Manera                                                                                  | Pokémon Cartoons Dance Compilation                       | RTI S.p.A. | — |
| 2000 | Rossana                                                              | 4:33   | Franco Fasano Arrangiamento: Max Longhi e Franco Fasano                                                                              | Alessandra Valeri Manera                                                                                  | Fivelandia 18                                            | RTI S.p.A. | - Sigla della serie animata omonima - In duetto con Cristina D'Avena |
| 2000 | Rossana (Remix)                                                      | 3:23   | Franco Fasano, Morris Capaldi e Michele Brustia                                                                                      | Alessandra Valeri Manera                                                                                  | Pokémon Cartoons Dance Compilation                       | RTI S.p.A. | In duetto con Cristina D'Avena |
| 2000 | Superman (Remix)                                                     | 3:26   | Max Longhi, Giorgio Vanni e Morris Capaldi                                                                                           | Alessandra Valeri Manera                                                                                  | Dragon Ball Dance Compilation                            | RTI S.p.A. | — |
| 2000 | Tiratardi                                                            | —      | Max Longhi e Giorgio Vanni Arrangiamento: Max Longhi                                                                                 | Alessandra Valeri Manera                                                                                  | —                                                        | RTI S.p.A. | — |
| 2000 | What’s My Destiny Dragon Ball                                        | 2:47   | Max Longhi e Giorgio Vanni Arrangiamento: Max Longhi                                                                                 | Alessandra Valeri Manera                                                                                  | Fivelandia 18                                            | RTI S.p.A. | Sigla della serie animata Dragon Ball Z |
| 2001 | All'arrembaggio!                                                     | —      | Max Longhi e Giorgio Vanni Arrangiamento: Max Longhi                                                                                 | Alessandra Valeri Manera                                                                                  | —                                                        | RTI S.p.A. | - Sigla della serie animata One Piece - All'arrembaggio - In duetto con Cristina D'Avena - Registrata solo nel taglio televisivo |
| 2001 | Always Pokémon                                                       | 2:56   | Max Longhi e Giorgio Vanni Arrangiamento: Max Longhi                                                                                 | Alessandra Valeri Manera                                                                                  | Cristina D'Avena e i tuoi amici in TV 14                 | RTI S.p.A. | - Sigla della serie animata omonima - In duetto con Cristina D'Avena |
| 2001 | Always Pokémon (Remix)                                               | 2:46   | Max Longhi, Giorgio Vanni e Morris Capaldi                                                                                           | Alessandra Valeri Manera                                                                                  | Cartuno                                                  | RTI S.p.A. | In duetto con Cristina D'Avena |
| 2001 | Dragon Ball GT                                                       | 2:56   | Max Longhi e Giorgio Vanni Arrangiamento: Max Longhi                                                                                 | Alessandra Valeri Manera                                                                                  | Fivelandia 19                                            | RTI S.p.A. | Sigla della serie animata omonima |
| 2001 | Dragon Ball GT (Remix)                                               | 3:19   | Max Longhi, Giorgio Vanni e Morris Capaldi                                                                                           | Alessandra Valeri Manera                                                                                  | Cartuno                                                  | RTI S.p.A. | — |
| 2001 | Gundam Wing                                                          | 3:09   | Max Longhi e Giorgio Vanni Arrangiamento: Max Longhi                                                                                 | Alessandra Valeri Manera                                                                                  | Fivelandia 19                                            | RTI S.p.A. | — |
| 2001 | Gundam Wing (Remix)                                                  | 2:48   | Max Longhi, Giorgio Vanni e Morris Capaldi                                                                                           | Alessandra Valeri Manera                                                                                  | Cartuno                                                  | RTI S.p.A. | — |
| 2001 | I cavalieri dello zodiaco (Remix)                                    | 3:26   | Max Longhi, Giorgio Vanni e Morris Capaldi                                                                                           | Alessandra Valeri Manera                                                                                  | Cartuno                                                  | RTI S.p.A. | — |
| 2001 | Mega Babies                                                          | 2:05   | Max Longhi e Giorgio Vanni Arrangiamento: Max Longhi                                                                                 | Alessandra Valeri Manera                                                                                  | Fivelandia 19                                            | RTI S.p.A. | Sigla della serie animata omonima |
| 2001 | Mega Babies (Remix)                                                  | 2:21   | Max Longhi, Giorgio Vanni e Morris Capaldi                                                                                           | Alessandra Valeri Manera                                                                                  | Cartuno                                                  | RTI S.p.A. | — |
| 2001 | Pokémon: The Johto League Champions                                  | 3:23   | Max Longhi e Giorgio Vanni Arrangiamento: Max Longhi                                                                                 | Alessandra Valeri Manera                                                                                  | Fivelandia 19                                            | RTI S.p.A. | - Sigla della serie animata Pokémon: Johto League Champions - In duetto con Cristina D'Avena |
| 2001 | Pokémon: The Johto League Champions (versione con intro alternativo) | —      | Max Longhi e Giorgio Vanni Arrangiamento: Max Longhi                                                                                 | Alessandra Valeri Manera                                                                                  | —                                                        | RTI S.p.A. | In duetto con Cristina D'Avena |
| 2001 | Pokémon: The Johto League Champions (Remix)                          | 2:41   | Max Longhi, Giorgio Vanni e Morris Capaldi                                                                                           | Alessandra Valeri Manera                                                                                  | Cartuno                                                  | RTI S.p.A. | In duetto con Cristina D'Avena |
| 2001 | Roswell Conspiracies                                                 | 4:01   | Max Longhi e Giorgio Vanni Arrangiamento: Max Longhi                                                                                 | Alessandra Valeri Manera                                                                                  | Fivelandia 19                                            | RTI S.p.A. | - Sigla della serie animata omonima - In duetto con Cristina D'Avena |
| 2001 | Teen Toon Town                                                       | 0:20   | Max Longhi e Giorgio Vanni Arrangiamento: Max Longhi                                                                                 | Alessandra Valeri Manera                                                                                  | Super Hits - Il meglio del meglio del meglio             | RTI S.p.A. | Sigla del contenitore omonimo |
| 2001 | What a mess Slump e Arale                                            | 3:27   | Max Longhi e Giorgio Vanni Arrangiamento: Max Longhi                                                                                 | Alessandra Valeri Manera                                                                                  | Cristina D'Avena e i tuoi amici in TV 14                 | RTI S.p.A. | - Sigla della serie animata What a mess Slump e Arale - In duetto con Cristina D'Avena |
| 2001 | What a Mess Slump e Arale (Remix)                                    | 2:38   | Max Longhi, Giorgio Vanni e Morris Capaldi                                                                                           | Alessandra Valeri Manera                                                                                  | Cartuno                                                  | RTI S.p.A. | In duetto con Cristina D'Avena |
| 2001 | What’s My Destiny Dragon Ball (Remix)                                | 3:15   | Max Longhi, Giorgio Vanni e Morris Capaldi                                                                                           | Alessandra Valeri Manera                                                                                  | Cartuno                                                  | RTI S.p.A. | — |
| 2002 | Batman of the Future                                                 | 3:35   | Max Longhi e Giorgio Vanni Arrangiamento: Max Longhi                                                                                 | Alessandra Valeri Manera                                                                                  | Cristina D'Avena e i tuoi amici in TV 15                 | RTI S.p.A./ Warner Chappell Music Italiana                                                                         | Sigla della serie animata omonima |
| 2002 | Batman of the Future (Remix)                                         | 3:48   | Max Longhi, Giorgio Vanni e Morris Capaldi                                                                                           | Alessandra Valeri Manera                                                                                  | Cartuno - Parte 2                                        | RTI S.p.A./Warner Chappell Music Italiana                                                                          | — |
| 2002 | Cubix                                                                | 3:03   | Max Longhi e Giorgio Vanni Arrangiamento: Max Longhi                                                                                 | Alessandra Valeri Manera                                                                                  | Fivelandia 20                                            | RTI S.p.A. | — |
| 2002 | Cubix (Remix)                                                        | 2:53   | Max Longhi, Giorgio Vanni e Morris Capaldi                                                                                           | Alessandra Valeri Manera                                                                                  | Cartuno - Parte 2                                        | RTI S.p.A. | — |
| 2002 | Detective Conan                                                      | 3:07   | Max Longhi e Giorgio Vanni Arrangiamento: Max Longhi                                                                                 | Alessandra Valeri Manera                                                                                  | Fivelandia 20                                            | RTI S.p.A. | Sigla della serie animata omonima |
| 2002 | I cavalieri del drago                                                | 3:08   | Max Longhi e Giorgio Vanni Arrangiamento: Max Longhi                                                                                 | Alessandra Valeri Manera                                                                                  | Fivelandia 20                                            | RTI S.p.A. | Sigla della serie animata omonima |
| 2002 | I cavalieri del drago (Remix)                                        | 3:10   | Max Longhi, Giorgio Vanni e Morris Capaldi                                                                                           | Alessandra Valeri Manera                                                                                  | Cartuno - Parte 2                                        | RTI S.p.A. | — |
| 2002 | Rescue Heroes - Squadra di soccorso                                  | 3:22   | Max Longhi e Giorgio Vanni Arrangiamento: Max Longhi                                                                                 | Alessandra Valeri Manera                                                                                  | Cristina D'Avena e i tuoi amici in TV 16                 | RTI S.p.A. | Sigla della serie animata omonima |
| 2002 | Roba da gatti                                                        | 2:41   | Max Longhi e Giorgio Vanni Arrangiamento: Max Longhi                                                                                 | Alessandra Valeri Manera                                                                                  | Fivelandia 20                                            | RTI S.p.A. | - Sigla della serie animata Roba da gatti! - In duetto con Cristina D'Avena |
| 2002 | Spider-Man                                                           | 3:07   | Max Longhi e Giorgio Vanni Arrangiamento: Max Longhi                                                                                 | Alessandra Valeri Manera                                                                                  | Fivelandia 20                                            | RTI S.p.A. | Sigla della serie animata Spider-Man Unlimited |
| 2002 | Spider-Man (Remix)                                                   | 3:22   | Max Longhi, Giorgio Vanni e Morris Capaldi                                                                                           | Alessandra Valeri Manera                                                                                  | Cartuno - Parte 2                                        | RTI S.p.A. | — |
| 2002 | Tutti all'arrembaggio                                                | 2:50   | Max Longhi e Giorgio Vanni Arrangiamento: Max Longhi                                                                                 | Alessandra Valeri Manera                                                                                  | Fivelandia 20                                            | RTI S.p.A. | - Seconda sigla della serie animata One Piece - Tutti all'arrembaggio - In duetto con Cristina D'Avena |
| 2003 | Angela Anaconda                                                      | 2:06   | Max Longhi e Giorgio Vanni Arrangiamento: Max Longhi                                                                                 | Alessandra Valeri Manera                                                                                  | Cartoonlandia Boys&Girls Story                           | RTI S.p.A. | Sigla della serie animata omonima |
| 2003 | Beyblade                                                             | 3:01   | Max Longhi e Giorgio Vanni Arrangiamento: Max Longhi                                                                                 | Alessandra Valeri Manera                                                                                  | Cristina D'Avena e i tuoi amici in TV 16                 | RTI S.p.A. | Sigla della serie animata Beyblade |
| 2003 | Beyblade (Remix)                                                     | 3:27   | Max Longhi, Giorgio Vanni e Morris Capaldi                                                                                           | Alessandra Valeri Manera                                                                                  | Cartuno - Parte 3                                        | RTI S.p.A. | — |
| 2003 | Beyblade V Force                                                     | 2:49   | Max Longhi e Giorgio Vanni Arrangiamento: Max Longhi                                                                                 | Alessandra Valeri Manera                                                                                  | Fivelandia 21                                            | RTI S.p.A. | Sigla della serie animata Beyblade V-Force |
| 2003 | Beyblade V Force (Remix)                                             | 3:10   | Max Longhi, Giorgio Vanni e Morris Capaldi                                                                                           | Alessandra Valeri Manera                                                                                  | Cartuno - Parte 3                                        | RTI S.p.A. | — |
| 2003 | Chris Colorado                                                       | 3:10   | Max Longhi e Giorgio Vanni Arrangiamento: Max Longhi                                                                                 | Alessandra Valeri Manera                                                                                  | Cristina D'Avena e i tuoi amici in TV 2004               | RTI S.p.A. | Sigla della serie animata Chris Colorado |
| 2003 | Detective Conan (Remix)                                              | 3:03   | Max Longhi, Giorgio Vanni e Morris Capaldi                                                                                           | Alessandra Valeri Manera                                                                                  | Cartuno - Parte 3                                        | RTI S.p.A. | — |
| 2003 | Dragon Ball Saga                                                     | 2:16   | Max Longhi e Giorgio Vanni Arrangiamento: Max Longhi                                                                                 | Alessandra Valeri Manera                                                                                  | Fivelandia 21                                            | RTI S.p.A. | Sigla della serie animata Dragon Ball - La saga |
| 2003 | Dragon Ball Saga (Remix)                                             | 2:21   | Max Longhi, Giorgio Vanni e Morris Capaldi                                                                                           | Alessandra Valeri Manera                                                                                  | Cartuno - Parte 3                                        | RTI S.p.A. | — |
| 2003 | Hallo Lupin                                                          | 3:18   | Max Longhi e Giorgio Vanni Arrangiamento: Max Longhi                                                                                 | Alessandra Valeri Manera                                                                                  | Cristina D'Avena e i tuoi amici in TV 16                 | RTI S.p.A. | Sigla delle repliche della serie animata Lupin III |
| 2003 | Hallo Lupin (Remix)                                                  | 2:34   | Max Longhi, Giorgio Vanni e Morris Capaldi                                                                                           | Alessandra Valeri Manera                                                                                  | Cartuno - Parte 3                                        | RTI S.p.A. | — |
| 2003 | Holly e Benji Forever                                                | 3:12   | Max Longhi e Giorgio Vanni Arrangiamento: Max Longhi                                                                                 | Alessandra Valeri Manera                                                                                  | Cartoon Story                                            | RTI S.p.A. | - Sigla della serie animata omonima - In duetto con Cristina D'Avena |
| 2003 | L'incredibile Hulk (Remix 2003)                                      | 2:56   | Max Longhi, Giorgio Vanni e Morris Capaldi                                                                                           | Alessandra Valeri Manera                                                                                  | Cartuno - Parte 3                                        | RTI S.p.A. | — |
| 2003 | Lucky Luke, cowboy solitario                                         | 3:06   | Max Longhi e Giorgio Vanni Arrangiamento: Max Longhi                                                                                 | Alessandra Valeri Manera                                                                                  | Cristina D'Avena e i tuoi amici in TV 16                 | RTI S.p.A. | Sigla della serie animata Lucky Luke |
| 2003 | Lucky Luke, cowboy solitario (Remix)                                 | 3:30   | Max Longhi, Giorgio Vanni e Morris Capaldi                                                                                           | Alessandra Valeri Manera                                                                                  | Cartuno - Parte 3                                        | RTI S.p.A. | — |
| 2003 | Pokémon: The Master Quest                                            | 2:43   | Max Longhi e Giorgio Vanni Arrangiamento: Max Longhi                                                                                 | Alessandra Valeri Manera                                                                                  | Fivelandia 21                                            | RTI S.p.A. | - Sigla della serie animata Pokémon Master Quest - In duetto con Cristina D'Avena |
| 2003 | Pokémon: The Master Quest (Remix)                                    | 3:00   | Max Longhi, Giorgio Vanni e Morris Capaldi                                                                                           | Alessandra Valeri Manera                                                                                  | Cartuno - Parte 3                                        | RTI S.p.A. | In duetto con Cristina D'Avena |
| 2003 | Prova a dire Tigro e Tigra                                           | 2:43   | Max Longhi e Giorgio Vanni Arrangiamento: Max Longhi                                                                                 | Alessandra Valeri Manera                                                                                  | Hamtaro piccoli criceti, grandi avventure                | RTI S.p.A. | Il brano è stato utilizzato come sigla di chiusura della serie animata Hamtaro piccoli criceti, grandi avventure |
| 2003 | Rescue Heroes - Squadra di soccorso (Remix)                          | 3:29   | Max Longhi, Giorgio Vanni e Morris Capaldi                                                                                           | Alessandra Valeri Manera                                                                                  | Cartuno - Parte 3                                        | RTI S.p.A. | — |
| 2003 | SUPER LOVER〜I need you tonight〜                                    | 4:10   | Max Longhi e Giorgio Vanni Arrangiamento: Max Longhi                                                                                 | Alessandra Valeri Manera                                                                                  | —                                                        | RTI S.p.A. | Versione in inglese cantata dall'artista |
| 2003 | Tutti all'arrembaggio (Remix)                                        | 2:57   | Max Longhi, Giorgio Vanni e Morris Capaldi                                                                                           | Alessandra Valeri Manera                                                                                  | Cartuno - Parte 3                                        | RTI S.p.A. | In duetto con Cristina D'Avena |
| 2003 | Yu-Gi-Oh!                                                            | 2:52   | Max Longhi e Giorgio Vanni Arrangiamento: Max Longhi                                                                                 | Alessandra Valeri Manera                                                                                  | Fivelandia 21                                            | RTI S.p.A. | Sigla della serie animata omonima |
| 2003 | Yu-Gi-Oh! (Remix)                                                    | 2:50   | Max Longhi, Giorgio Vanni e Morris Capaldi                                                                                           | Alessandra Valeri Manera                                                                                  | Cartuno - Parte 3                                        | RTI S.p.A. | — |
| 2004 | Chris Colorado (Remix)                                               | 4:03   | Max Longhi e Giorgio Vanni Produzione: Factory Team e Fabio Turatti                                                                  | Alessandra Valeri Manera                                                                                  | Cartuno - Parte 4                                        | RTI S.p.A. | — |
| 2004 | Gadget e i Gadgettini                                                | 2:45   | Max Longhi e Giorgio Vanni Arrangiamento: Max Longhi                                                                                 | Alessandra Valeri Manera                                                                                  | Cristina for You                                         | RTI S.p.A. | - Sigla della serie animata Gadget e Gadgettini - In duetto con Cristina D'Avena |
| 2004 | He-Man and the Masters of the Universe                               | 3:07   | Max Longhi e Giorgio Vanni Arrangiamento: Max Longhi                                                                                 | Cheope e Giuseppe Anastasi                                                                                | Fivelandia 22                                            | RTI S.p.A. | Sigla della serie animata He-Man and the Masters of the Universe |
| 2004 | He-Man and the Masters of the Universe (Remix)                       | 3:51   | Max Longhi e Giorgio Vanni Produzione: Factory Team e Fabio Turatti                                                                  | Cheope e Giuseppe Anastasi                                                                                | Cartuno - Parte 4                                        | RTI S.p.A. | — |
| 2004 | Holly e Benji Forever (Remix)                                        | 3:53   | Max Longhi e Giorgio Vanni Produzione: Factory Team e Fabio Turatti                                                                  | Alessandra Valeri Manera                                                                                  | Cartuno - Parte 4                                        | RTI S.p.A. | In duetto con Cristina D'Avena |
| 2004 | Let's and Go                                                         | 3:03   | Max Longhi e Giorgio Vanni Arrangiamento: Max Longhi                                                                                 | Alessandra Valeri Manera                                                                                  | Cristina D'Avena e i tuoi amici in TV 18                 | RTI S.p.A. | Sigla della serie animata Let's & Go - Sulle ali di un turbo |
| 2004 | La squadra del cuore                                                 | —      | Max Longhi e Giorgio Vanni Arrangiamento: Max Longhi                                                                                 | Alessandra Valeri Manera                                                                                  | —                                                        | RTI S.p.A. | Sigla della serie animata La squadra del cuore |
| 2004 | Pokémon Advanced                                                     | 2:36   | Max Longhi e Giorgio Vanni Arrangiamento: Max Longhi                                                                                 | Alessandra Valeri Manera                                                                                  | Cristina D'Avena e i tuoi amici in TV 2004               | RTI S.p.A. | - Sigla delle serie animate Pokémon Advanced e Pokémon Advanced Challenge - In duetto con Cristina D'Avena |
| 2004 | Pokémon Advanced (Remix)                                             | 3:27   | Max Longhi e Giorgio Vanni Produzione: Factory Team e Fabio Turatti                                                                  | Alessandra Valeri Manera                                                                                  | Cartuno - Parte 4                                        | RTI S.p.A. | In duetto con Cristina D'Avena |
| 2004 | Zoids                                                                | 3:02   | Max Longhi e Giorgio Vanni Arrangiamento: Max Longhi                                                                                 | Alessandra Valeri Manera                                                                                  | Fivelandia 22                                            | RTI S.p.A. | Sigla della serie animata Zoids |
| 2004 | Zoids (Remix)                                                        | 4:24   | Max Longhi e Giorgio Vanni Produzione: Factory Team e Fabio Turatti                                                                  | Alessandra Valeri Manera                                                                                  | Cartuno - Parte 4                                        | RTI S.p.A. | — |
| 2005 | Shin Chan                                                            | 2:42   | Max Longhi e Giorgio Vanni Arrangiamento: Max Longhi                                                                                 | Alessandra Valeri Manera                                                                                  | Cartoonlandia Boys                                       | RTI S.p.A. | Sigla della serie animata Shin Chan |
| 2005 | Shin Hakkenden                                                       | 3:09   | Max Longhi e Giorgio Vanni Arrangiamento: Max Longhi                                                                                 | Alessandra Valeri Manera                                                                                  | Cartoonlandia Boys                                       | RTI S.p.A. | Sigla della serie animata Shin Hakkenden |
| 2005 | Tommy                                                                | 2:57   | Max Longhi e Giorgio Vanni Arrangiamento: Max Longhi                                                                                 | Alessandra Valeri Manera                                                                                  | Mirmo!!                                                  | RTI S.p.A. | — |
| 2006 | Io credo in me                                                       | 3:19   | Cristiano Macrì Arrangiamento: Cristiano Macrì                                                                                       | Giuseppe Dati                                                                                             | Cartoonlandia Boys&Girls Story                           | RTI S.p.A. | Sigla della serie animata Naruto |
| 2006 | Keroro                                                               | 2:57   | Max Longhi e Giorgio Vanni Arrangiamento: Max Longhi                                                                                 | Graziella Caliandro                                                                                       | Cartoonlandia Boys&Girls Story                           | RTI S.p.A. | - Sigla delle seria animata omonima - In duetto con Sara Bernabini |
| 2006 | La squadra del cuore (seconda versione)                              | 3:07   | Max Longhi e Giorgio Vanni Arrangiamento: Max Longhi                                                                                 | Alessandra Valeri Manera                                                                                  | Cristina D'Avena e i tuoi amici in TV 19                 | RTI S.p.A. | — |
| 2006 | Pokémon Advanced Battle                                              | 2:46   | Max Longhi e Giorgio Vanni Arrangiamento: Max Longhi                                                                                 | Alessandra Valeri Manera                                                                                  | The Master Saga                                          | RTI S.p.A. | - Sigla delle serie animate Pokémon Advanced Battle e Pokémon Battle Frontier - In duetto con Cristina D'Avena |
| 2006 | Pokémon Chronicles                                                   | 2:59   | Max Longhi e Giorgio Vanni Arrangiamento: Max Longhi                                                                                 | Alessandra Valeri Manera                                                                                  | Cristina D'Avena e i tuoi amici in TV 20                 | RTI S.p.A. | - Sigla della serie animata omonima - In duetto con Cristina D'Avena |
| 2006 | Yu-Gi-Oh GX                                                          | 3:04   | Max Longhi e Giorgio Vanni Arrangiamento: Max Longhi                                                                                 | Alessandra Valeri Manera                                                                                  | Cartoonlandia Boys&Girls Story                           | RTI S.p.A. | Sigla della serie animata Yu-Gi-Oh! GX |
| 2007 | Detective Conan l'infallibile                                        | 2:42   | Max Longhi e Giorgio Vanni Arrangiamento: Max Longhi                                                                                 | Alessandra Valeri Manera                                                                                  | Cristina D'Avena e i tuoi amici in TV 21                 | RTI S.p.A. | Seconda sigla della serie Detective Conan |
| 2007 | Fruttolo Go                                                          | —      | Chuck Berry | | —                                                        | — | - Jingle per lo spot televisivo del prodotto Fruttolo Go - Cover del brano Johnny B. Goode |
| 2007 | Hyou Senki                                                           | 2:40   | Max Longhi e Giorgio Vanni Arrangiamento: Max Longhi                                                                                 | Alessandra Valeri Manera                                                                                  | Cart1: i cartoni originali di Italia Uno                 | RTI S.p.A. | Sigla della serie animata Hyou Senki |
| 2007 | Ispettore Fabre                                                      | —      | Max Longhi e Giorgio Vanni Arrangiamento: Max Longhi                                                                                 | Alessandra Valeri Manera                                                                                  | —                                                        | RTI S.p.A. | Sigla inedita in TV |
| 2007 | Mushiking                                                            | —      | Max Longhi e Giorgio Vanni Arrangiamento: Max Longhi                                                                                 | Graziella Caliandro                                                                                       | —                                                        | RTI S.p.A. | Disponibile la versione completa grazie alla trasmissione in TV |
| 2007 | Pokémon Diamante e Perla                                             | 2:38   | Max Longhi e Giorgio Vanni Arrangiamento: Max Longhi                                                                                 | Graziella Caliandro                                                                                       | Pokémon Compilation                                      | RTI S.p.A. | - Sigla della serie animata omonima (parte di Pokémon) - In duetto con Cristina D'Avena |
| 2007 | Zip e Zap                                                            | 2:54   | Max Longhi e Giorgio Vanni Arrangiamento: Max Longhi                                                                                 | Alessandra Valeri Manera                                                                                  | Cristina D'Avena e i tuoi amici in TV 21                 | RTI S.p.A. | - Sigla della serie animata Zip & Zap - In duetto con Cristina D'Avena |
| 2008 | Gli antichi guardiani                                                | 3:05   | Max Longhi e Giorgio Vanni Arrangiamento: Max Longhi e Giorgio Vanni                                                                 | Max Longhi e Giorgio Vanni Arrangiamento: Max Longhi e Giorgio Vanni                                      | Gormiti che miti! - Il ritorno dei Signori della Natura! | RTI S.p.A. | Il brano è stato utilizzato come sigla di chiusura della serie animata Gormiti, che miti |
| 2008 | Gli occhi della vita                                                 | 3:34   | Max Longhi e Giorgio Vanni Arrangiamento: Max Longhi e Giorgio Vanni                                                                 | Fabio Gargiulo, Max Longhi e Giorgio Vanni                                                                | Gormiti che miti! - Il ritorno dei Signori della Natura! | RTI S.p.A. | Il brano è stato utilizzato come sigla di chiusura della serie animata Gormiti, che miti |
| 2008 | Gormiti, che miti                                                    | 3:14   | Max Longhi e Giorgio Vanni Arrangiamento: Max Longhi e Giorgio Vanni                                                                 | Alessandra Valeri Manera, Max Longhi e Giorgio Vanni                                                      | Gormiti Compilation e i tuoi supereroi                   | RTI S.p.A. | — |
| 2008 | Gormiti, che miti                                                    | 0:33   | Max Longhi e Giorgio Vanni Arrangiamento: Max Longhi e Giorgio Vanni                                                                 | Alessandra Valeri Manera, Max Longhi e Giorgio Vanni                                                      | Gormiti che miti! - Il ritorno dei Signori della Natura! | RTI S.p.A. | Versione reprise |
| 2008 | Il popolo della foresta                                              | 3:34   | Max Longhi e Giorgio Vanni Arrangiamento: Max Longhi e Giorgio Vanni                                                                 | Max Longhi e Giorgio Vanni Arrangiamento: Max Longhi e Giorgio Vanni                                      | Gormiti che miti! - Il ritorno dei Signori della Natura! | RTI S.p.A. | Il brano è stato utilizzato come sigla di chiusura della serie animata Gormiti, che miti |
| 2008 | Il ritorno dei cavalieri dello zodiaco                               | 2:06   | Max Longhi e Giorgio Vanni Arrangiamento: Max Longhi e Giorgio Vanni                                                                 | Alessandra Valeri Manera                                                                                  | Gormiti Compilation e i tuoi supereroi                   | RTI S.p.A. | — |
| 2008 | Il vecchio saggio                                                    | 3:26   | Max Longhi e Giorgio Vanni Arrangiamento: Max Longhi e Giorgio Vanni                                                                 | Fabio Gargiulo, Max Longhi e Giorgio Vanni                                                                | Gormiti che miti! - Il ritorno dei Signori della Natura! | RTI S.p.A. | Il brano è stato utilizzato come sigla di chiusura della serie animata Gormiti, che miti |
| 2009 | Blue Dragon                                                          | 3:16   | Max Longhi e Giorgio Vanni Arrangiamento: Max Longhi e Giorgio Vanni                                                                 | Fabio Gargiulo, Max Longhi e Giorgio Vanni                                                                | Cristina for You                                         | RTI S.p.A. | In duetto con Cristina D'Avena |
| 2009 | Io credo in me (seconda versione)                                    | 3:20   | Cristiano Macrì Arrangiamento: Cristiano Macrì                                                                                       | Giuseppe Dati                                                                                             | Natale con Cristina                                      | RTI S.p.A. | Sigla della serie animata Naruto |
| 2009 | Yu-Gi-Oh Duel Runner                                                 | 3:00   | Max Longhi e Giorgio Vanni Arrangiamento: Max Longhi e Giorgio Vanni                                                                 | Fabio Gargiulo, Max Longhi e Giorgio Vanni                                                                | Cart1: i cartoni originali di Italia Uno                 | RTI S.p.A. | Sigla della serie animata Yu-Gi-Oh! 5D's |
| 2010 | All'arrembaggio!                                                     | 3:10   | Max Longhi e Giorgio Vanni Arrangiamento: Max Longhi e Giorgio Vanni                                                                 | Alessandra Valeri Manera                                                                                  | Giorgio Vanni Project - I cartoni di Italia1             | RTI S.p.A. | Versione ricantata della sigla originale |
| 2010 | Beyblade Metal Fusion                                                | 2:59   | Max Longhi e Giorgio Vanni Arrangiamento: Max Longhi e Giorgio Vanni                                                                 | Fabio Gargiulo, Max Longhi e Giorgio Vanni                                                                | Natale con Cristina                                      | RTI S.p.A. | Sigla della serie animata Beyblade Metal Fusion |
| 2010 | Blue Dragon                                                          | 3:16   | Max Longhi e Giorgio Vanni Arrangiamento: Max Longhi e Giorgio Vanni                                                                 | Fabio Gargiulo, Max Longhi e Giorgio Vanni                                                                | Giorgio Vanni Project - I cartoni di Italia1             | RTI S.p.A. | — |
| 2010 | Hypnotic Remix                                                       | 6:32   | Max Longhi e Giorgio Vanni Produzione: Valerio Vicentini                                                                             | Fabio Gargiulo, Alessandra Valeri Manera, Max Longhi e Giorgio Vanni                                      | Giorgio Vanni Project                                    | Lova Music S.r.l.                                                                                                  | Medley Remix di Yu-Gi-Oh Duel Runner, Blue Dragon, What’s My Destiny Dragon Ball |
| 2010 | Mi Querida (Mas Bonita)                                              | 3:07   | Max Longhi e Giorgio Vanni Arrangiamento: Max Longhi e Giorgio Vanni                                                                 | Vito Plescia                                                                                              | —                                                        | RTI S.p.A./Lova Music S.r.l.                                                                                       | Cantata in spagnolo |
| 2010 | Max Song and Dance                                                   | 2:43   | — | — | —                                                        | — | - Sigla della serie animata Max Adventures - In duetto con un'altra artista |
| 2010 | Naruto Shippuden                                                     | 3:30   | Cristiano Macrì | Giuseppe Dati                                                                                             | Super Campioni                                           | RTI S.p.A. | Sigla della serie animata Naruto Shippuden |
| 2010 | Tartarughe Ninja                                                     | 3:05   | Graziella Caliandro | Danilo Bernardi, Giuseppe Zanca                                                                           | Cristina D'Avena e i tuoi amici in TV 21                 | RTI S.p.A. | — |
| 2010 | What’s My Destiny Dragon Ball (Electric Slow Version)                | 3:09   | Max Longhi e Giorgio Vanni Arrangiamento: Max Longhi e Giorgio Vanni                                                                 | Alessandra Valeri Manera                                                                                  | Giorgio Vanni Project                                    | RTI S.p.A. | — |
| 2011 | Beyblade Metal                                                       | 3:24   | Max Longhi e Giorgio Vanni Arrangiamento: Max Longhi e Giorgio Vanni                                                                 | Fabio Gargiulo, Max Longhi e Giorgio Vanni                                                                | Le sigle originali dei cartoni di Italia Uno             | RTI S.p.A. | Sigla della serie animata Beyblade Metal Masters |
| 2012 | Daitan III                                                           | 3:11   | Vince Tempera Arrangiamento: Max Longhi e Giorgio Vanni                                                                              | Luigi Albertelli                                                                                          | Time Machine - Da Goldrake a Goku                        | RTI S.p.A. | — |
| 2012 | I Cavalieri dello Zodiaco                                            | 3:03   | Massimo Dorati Arrangiamento: Max Longhi e Giorgio Vanni                                                                             | Massimo Dorati Arrangiamento: Max Longhi e Giorgio Vanni                                                  | Time Machine - Da Goldrake a Goku                        | RTI S.p.A. | — |
| 2012 | I cinque Samurai                                                     | 3:24   | Vincenzo Draghi Arrangiamento: Max Longhi e Giorgio Vanni                                                                            | Alessandra Valeri Manera                                                                                  | Time Machine - Da Goldrake a Goku                        | Lova Music S.r.l.                                                                                                  | — |
| 2012 | Goldrake                                                             | 3:21   | Massimo Luca e Vince Tempera Arrangiamento: Max Longhi e Giorgio Vanni                                                               | Luigi Albertelli                                                                                          | Time Machine - Da Goldrake a Goku                        | Fonit Cetra Music Publishing Srl/Real Music Edizioni Musicali Srl/Warner Chappell Music Italiana/Lova Music S.r.l. | — |
| 2012 | Gormiti, un'altra avventura                                          | —      | Max Longhi e Giorgio Vanni | Alessandra Valeri Manera                                                                                  | —                                                        | Lova Music S.r.l./Alinvest Srl/Mondo Tv Spa/ The Saifam Group Srl                                                  | Sigla della serie animata Gormiti Nature Unleashed |
| 2012 | Gormiti, Lord of Nature                                              | —      | Max Longhi e Giorgio Vanni | Alessandra Valeri Manera                                                                                  | —                                                        | Lova Music S.r.l./Alinvest Srl/Mondo Tv Spa/ The Saifam Group Srl                                                  | Sigla inglese della serie animata Gormiti Nature Unleashed |
| 2012 | Gormiti, otra aventura                                               | —      | Max Longhi e Giorgio Vanni | Alessandra Valeri Manera e Lopez Cynthia Sara Nilson                                                      | —                                                        | Lova Music S.r.l./Alinvest Srl/Mondo Tv Spa/ The Saifam Group Srl                                                  | Sigla spagnola della serie animata Gormiti Nature Unleashed |
| 2012 | Gormiti, une nouvelle aventure                                       | —      | Max Longhi e Giorgio Vanni | Alessandra Valeri Manera e Nari Michelangelo                                                              | —                                                        | Lova Music S.r.l./Alinvest Srl/Mondo Tv Spa/ The Saifam Group Srl                                                  | Sigla francese della serie animata Gormiti Nature Unleashed |
| 2012 | Hover Champs!                                                        | 2:35   | Max Longhi e Giorgio Vanni Arrangiamento: Max Longhi e Giorgio Vanni                                                                 | Alessandra Valeri Manera                                                                                  | Super Hits - Il meglio del meglio del meglio             | DeAgostini Ed. SpA                                                                                                 | Sigla della serie animata Hover Champs! Spin e Go! |
| 2012 | Jeeg Robot                                                           | 2:04   | Michiaki Watanabe Arrangiamento: Max Longhi e Giorgio Vanni                                                                          | Haruo Hayashi Adattamento italiano: Marcello Casco, Paolo Moroni e Paolo Lepore                           | Time Machine - Da Goldrake a Goku                        | Lova Music S.r.l.                                                                                                  | — |
| 2012 | Lamù la ragazza dello spazio                                         | 3:18   | Shuki Levy e Haim Saban Arrangiamento: Max Longhi e Giorgio Vanni                                                                    | Alberto Testa                                                                                             | Time Machine - Da Goldrake a Goku                        | Lova Music S.r.l.                                                                                                  | — |
| 2012 | L'Uomo Tigre                                                         | 3:24   | Riccardo Zara Arrangiamento: Max Longhi e Giorgio Vanni                                                                              | Riccardo Zara Arrangiamento: Max Longhi e Giorgio Vanni                                                   | Time Machine - Da Goldrake a Goku                        | Lova Music S.r.l.                                                                                                  | — |
| 2012 | Lupin, l'incorreggibile Lupin                                        | 3:08   | Carmelo Carucci Arrangiamento: Max Longhi e Giorgio Vanni                                                                            | Alessandra Valeri Manera                                                                                  | Time Machine - Da Goldrake a Goku                        | Lova Music S.r.l.                                                                                                  | — |
| 2012 | Occhi di Gatto                                                       | 3:17   | Carmelo Carucci Arrangiamento: Max Longhi e Giorgio Vanni                                                                            | Alessandra Valeri Manera                                                                                  | Time Machine - Da Goldrake a Goku                        | RTI S.p.A. | — |
| 2012 | Tough Boy                                                            | 3:42   | Tom Cat Arrangiamento: Max Longhi e Giorgio Vanni                                                                                    | Tom Cat Arrangiamento: Max Longhi e Giorgio Vanni                                                         | Time Machine - Da Goldrake a Goku                        | Lova Music S.r.l.                                                                                                  | — |
| 2012 | What’s My Destiny Dragon Ball/Go West (Mash Up)                      | 2:52   | Max Longhi e Giorgio Vanni Arrangiamento: Max Longhi e Giorgio Vanni                                                                 | Alessandra Valeri Manera                                                                                  | Time Machine - Da Goldrake a Goku                        | RTI S.p.A. | — |
| 2012 | What’s My Destiny Dragon Ball/Go West (Mash Up)                      | 2:52   | Jacques Morali, Henri Belolo, Victor Willis                                                                                          | | Time Machine - Da Goldrake a Goku                        | RTI S.p.A. | — |
| 2013 | Conan, il detective più famoso                                       | 3:21   | Max Longhi e Giorgio Vanni Arrangiamento: Max Longhi e Giorgio Vanni                                                                 | Alessandra Valeri Manera                                                                                  | Super Hits - Il meglio del meglio del meglio             | DeAgostini Ed. Mus./Lova Music S.r.l.                                                                              | Terza sigla della serie animata Detective Conan |
| 2014 | Tutti all'arrembaggio                                                | 2:50   | Max Longhi e Giorgio Vanni Arrangiamento: Max Longhi e Giorgio Vanni                                                                 | Alessandra Valeri Manera                                                                                  | Super Hits - Il meglio del meglio del meglio             | RTI S.p.A. | Versione ricantata della sigla originale |
| 2015 | Lupin, un ladro in vacanza                                           | —      | Max Longhi e Giorgio Vanni | Moreno Donandoni, Max Longhi e Giorgio Vanni                                                              | —                                                        | RTI S.p.A. | - Sigla della serie animata Lupin III - L'avventura italiana - Prima versione differente dalla versione televisiva e completa |
| 2015 | Lupin, un ladro in vacanza                                           | 3:21   | Max Longhi e Giorgio Vanni | Moreno Donandoni, Max Longhi e Giorgio Vanni                                                              | Lupin, un ladro in vacanza (singolo digitale)            | RTI S.p.A. | Sigla della serie animata Lupin III - L'avventura italiana |
| 2016 | Dragon Ball Super Kame Hame Ha                                       | 3:25   | Max Longhi e Giorgio Vanni Arrangiamento: Max Longhi e Giorgio Vanni                                                                 | Alessandra Valeri Manera                                                                                  | Toon Tunz                                                | Lova Music S.r.l.                                                                                                  | Canzone dedicata alla serie animata Dragon Ball Super |
| 2016 | Luneur Park                                                          | 3:32   | Max Longhi e Giorgio Vanni Arrangiamento: Max Longhi e Giorgio Vanni                                                                 | Alessia Spera                                                                                             | —                                                        | Lova Music S.r.l.                                                                                                  | Sigla del luna park omonimo |
| 2016 | Medley Acoustic Triology                                             | 6:46   | Massimo Luca, Vince Tempera e Franco Fasano                                                                                          | Luigi Albertelli e Alessandra Valeri Manera                                                               | Time Machine Reloaded - Da Goldrake a Goku               | Lova Music S.r.l.                                                                                                  | - Presentato per la prima volta in un live del 2016, pubblicato sono alla fine del 2017 - Medley acustico di Goldrake, Piccoli problemi di cuore, Capitan Harlock |
| 2016 | Pokémon Go                                                           | 2:57   | Max Longhi e Giorgio Vanni Arrangiamento: Max Longhi e Giorgio Vanni                                                                 | Alessandra Valeri Manera                                                                                  | Toon Tunz                                                | Lova Music S.r.l.                                                                                                  | Canzone dedicata all'app Pokémon GO |
| 2017 | Alza gli occhi e vai                                                 | 3:32   | Carmelo Carucci, Franco Fasano, Gaetano La Candia, Riccardo Lasero e Alessio Saglia                                                  | Andrea Lo Vecchio e Renzo Talamoni                                                                        | Alza gli occhi e vai                                     | Renzo Talamoni | - Brano musicale realizzato a scopo di beneficenza - Con la partecipazione di Enzo Draghi, Piero Cassano, Franco Fasano, Cristina D'Avena, Carmelo Carucci, Paolo Picutti, Clara Serina, Paolo Tuci, Pietro Ubaldi                                                                                            |
| 2017 | Santa Claus Is Coming to Town                                        | —      | John Fred Coots | Haven Gillespie                                                                                           | —                                                        | Lova Music S.r.l.                                                                                                  | Cantata in occasione di un video su YouTube |
| 2017 | Sole e Luna                                                          | 3:50   | Max Longhi e Giorgio Vanni Arrangiamento: Max Longhi e Giorgio Vanni                                                                 | Alessandra Valeri Manera e Alessia Spera                                                                  | Toon Tunz                                                | Lova Music S.r.l.                                                                                                  | - Cantata con Dago Hernandez - Canzone per la serie animata Pokémon Sole e Luna |
| 2018 | Bruco Gianluco                                                       | 3:36   | Simone Albrigi Missaggio: Daniele Cuccione                                                                                           | Simone Albrigi Missaggio: Daniele Cuccione                                                                | Toon Tunz                                                | Lova Music S.r.l.                                                                                                  | - Sigla del personaggio omonimo creato da Sio - Prodotta nel 2017 |
| 2018 | Dragon Ball Super Kame Hame Ha (Remix)                               | 3:31   | Max Longhi e Giorgio Vanni Produzione e remix: Daniele Cuccione                                                                      | Alessandra Valeri Manera                                                                                  | Toon Tunz                                                | Lova Music S.r.l.                                                                                                  | — |
| 2018 | Energia ardente                                                      | —      | Takamitsu Shimazaki Missaggio: Max Longhi e Daniele Cuccione                                                                         | Enrico Torre e Monica Pianaro                                                                             | —                                                        | — | - Prima sigla di chiusura della serie animata Cardfight!! Vanguard: Asia Circuit - Realizzata da Max Longhi e Giorgio Vanni per Lova Music Srl - L'artista è presente anche nei cori |
| 2018 | Gormiti, the Legend is Back                                          | 3:19   | Daniele Cuccione, Max Longhi e Giorgio Vanni Arrangiamento: Max Longhi e Giorgio Vanni Missaggio: Max Longhi                         | Alessandra Valeri Manera                                                                                  | Toon Tunz                                                | Lova Music S.r.l.                                                                                                  | Sigla della serie in onda su Rai Gulp e Rai Yoyo |
| 2018 | Limit Break                                                          | —      | Hironobu Kageyama, Hiroshi Kitadani, Masaki Suzuki Missaggio: Max Longhi e Daniele Cuccione                                          | Enrico Torre e Monica Pianaro                                                                             | —                                                        | — | - Sigla d'apertura della serie animata Cardfight!! Vanguard: Asia Circuit - Con la partecipazione di Silvia Pinto - Realizzata da Max Longhi e Giorgio Vanni per Lova Music Srl - L'artista è presente anche nei cori                                                                                         |
| 2018 | Lupin ladro Full Time                                                | 2:40   | Max Longhi e Giorgio Vanni | Alessandra Valeri Manera                                                                                  | Toon Tunz                                                | RTI S.p.A. | Sigla d'apertura italiana dell'anime Lupin III - Ritorno alle origini |
| 2018 | My Hero Academia                                                     | 2:54   | Max Longhi e Giorgio Vanni Arrangiamento: Max Longhi e Giorgio Vanni                                                                 | Alessandra Valeri Manera                                                                                  | Toon Tunz                                                | Turner LTD | Sigla introdotta dalla seconda stagione dell'anime omonimo |
| 2018 | Mecardimal Go!                                                       | 2:15   | John Majkut e Jamie Simone | John Majkut e Jamie Simone                                                                                | Toon Tunz                                                | Mattel Rhapsody | Sigla della serie animata in onda su Boing |
| 2018 | Movieland luci, camera, azione!                                      | 3:29   | Max Longhi e Giorgio Vanni Arrangiamento: Max Longhi e Giorgio Vanni                                                                 | Alessia Spera                                                                                             | Toon Tunz                                                | Lova Music S.r.l.                                                                                                  | Sigla della fiera omonima |
| 2018 | Rubami ancora il cuore                                               | 3:05   | Max Longhi e Giorgio Vanni | Max Longhi e Giorgio Vanni                                                                                | Toon Tunz                                                | RTI S.p.A. | - Sigla di chiusura italiana dell'anime Lupin III - Ritorno alle origini - Con la partecipazione di Alessandra Bordiga |
| 2018 | Supereroi                                                            | 3:30   | Giacomo Mazzoni e Matteo Schiavo Misaggio: Daniele Cuccione                                                                          | Max Longhi, Matteo Schiavo e Giorgio Vanni                                                                | Musica da giostra - Volume 5                             | Cramps Music S.r.l., Danceandlove S.r.l., Lova Music S.r.l., Subside Records S.r.l., The Saifam Group S.r.l.       | — |
| 2018 | What’s My Destiny Dragon Ball                                        | 2:54   | Max Longhi e Giorgio Vanni Arrangiamento: Trick or Treat                                                                             | Alessandra Valeri Manera                                                                                  | Re-Animated                                              | RTI S.p.A. | Trick or Treat con la partecipazione di Giorgio Vanni |
| 2019 | Adrian                                                               | 3:06   | Marco Arata e Giorgio Vanni | Marco Arata e Giorgio Vanni                                                                               | Adrian (singolo digitale)                                | Lova Music S.r.l.                                                                                                  | In duetto con Mark the Hammer |
| 2019 | Alpacarl The Alpacop                                                 | —      | Max Longhi e Giorgio Vanni Arrangiamento e produzione: Max Longhi e Daniele Cuccione                                                 | Alessia Spera e Daniele Cuccione                                                                          | —                                                        | Lova Music S.r.l.                                                                                                  | — |
| 2019 | Back to the City                                                     | 3:09   | Max Longhi e Giorgio Vanni | Andre Thomas Halyard                                                                                      | Le musiche di 9 mesi                                     | RTI S.p.A. | In duetto con Dre Love |
| 2019 | Beyblade Mashup                                                      | 5:09   | Max Longhi e Giorgio Vanni | Alessandra Valeri Manera                                                                                  | Toon Tunz                                                | RTI S.p.A. | Con la partecipazione de I figli di Goku |
| 2019 | Diabolik                                                             | 3:37   | Max Longhi e Giorgio Vanni | Alessandra Valeri Manera                                                                                  | Toon Tunz                                                | RTI S.p.A. | - Versione acapella - Con la partecipazione di Beatles Tribute |
| 2019 | Diabolik                                                             | 3:55   | Max Longhi e Giorgio Vanni | Alessandra Valeri Manera                                                                                  | Toon Tunz                                                | RTI S.p.A. | Versione live |
| 2019 | Doraemon                                                             | —      | Max Longhi e Giorgio Vanni Remix: Max Longhi e Daniele Cuccione                                                                      | Alessandra Valeri Manera                                                                                  | —                                                        | RTI S.p.A. | Versione dell'artista eseguita per la prima volta nel medley del Toon Tunz Tour |
| 2019 | Dragon Ball Iper Ultra                                               | —      | Max Longhi e Giorgio Vanni Registrazione e arrangiamento: Daniele Cuccione                                                           | Alessandra Valeri Manera/Andrea Lorenzon                                                                  | —                                                        | Lova Music S.r.l.                                                                                                  | La canzone è una parodia di Dragon Ball |
| 2019 | Give it to my Eyes                                                   | 2:44   | Max Longhi e Giorgio Vanni | Giuseppe Di Pietro                                                                                        | Le musiche di 9 mesi                                     | RTI S.p.A. | — |
| 2019 | Hamtaro piccoli criceti, grandi avventure                            | —      | Max Longhi e Giorgio Vanni Remix: Max Longhi e Daniele Cuccione                                                                      | Alessandra Valeri Manera                                                                                  | —                                                        | RTI S.p.A. | Versione dell'artista eseguita per la prima volta nel medley del Toon Tunz Tour |
| 2019 | Lupin, ladro Full-Time (Remix)                                       | 4:01   | Max Longhi e Giorgio Vanni | Alessandra Valeri Manera                                                                                  | Toon Tunz                                                | RTI S.p.A. | — |
| 2019 | Magica Doremì                                                        | —      | Max Longhi e Giorgio Vanni Remix: Max Longhi e Daniele Cuccione                                                                      | Alessandra Valeri Manera                                                                                  | —                                                        | RTI S.p.A. | Versione dell'artista eseguita per la prima volta nel medley del Toon Tunz Tour |
| 2019 | Never Lie                                                            | 3:29   | Max Longhi e Giorgio Vanni | Giuseppe Di Pietro                                                                                        | Le musiche di 9 mesi                                     | RTI S.p.A. | — |
| 2019 | Onda dopo onda                                                       | 3:30   | Max Longhi, Matteo Schiavo e Giorgio Vanni Misaggio: Max Longhi                                                                      | Alessia Spera                                                                                             | Toon Tunz                                                | Cramps Music S.r.l., Lova Music S.r.l., Subside Records S.r.l., The Saifam Group S.r.l.                            | Con la partecipazione di Pietro Ubaldi |
| 2019 | O' telefono                                                          | 1:14   | Max Longhi e Giorgio Vanni | Enzo Iacchetti                                                                                            | Non è Natale senza panettone                             | RTI S.p.A. | — |
| 2019 | Rossana                                                              | —      | Franco Fasano Arrangiamento: Max Longhi e Franco Fasano Remix: Max Longhi e Daniele Cuccione                                         | Alessandra Valeri Manera                                                                                  | —                                                        | RTI S.p.A. | Versione solista eseguita per la prima volta nel medley del Toon Tunz Tour |
| 2019 | Toon Tunz (Noi siamo quelli del...)                                  | 3:35   | Daniele Cuccione, Max Longhi, Amedeo Preziosi e Giorgio Vanni                                                                        | Daniele Cuccione, Max Longhi, Amedeo Preziosi e Giorgio Vanni                                             | Toon Tunz                                                | Lova Music S.r.l.                                                                                                  | - In duetto con Amedeo Preziosi - Alla scrittura del testo ha collaborato in minima parte anche Alessia Spera |
| 2019 | What a Mess Slump e Arale                                            | —      | Max Longhi e Giorgio Vanni Remix: Max Longhi e Daniele Cuccione                                                                      | Alessandra Valeri Manera                                                                                  | —                                                        | RTI S.p.A. | - Versione dell'artista eseguita per la prima volta nel medley del Toon Tunz Tour - La voce di Cristina D'Avena è sostituita da Silvia Pinto |
| 2020 | 1.000.000                                                            | —      | Max Longhi e Giorgio Vanni Arrangiamento: Max Longhi e Daniele Cuccione                                                              | Alessia Spera                                                                                             | —                                                        | Lova Music S.r.l. sotto licenza di Pirames International S.r.l.                                                    | — |
| 2020 | All'arrembaggio - Mash Up - Get Lucky                                | 4:21   | Max Longhi, Giorgio Vanni, Thomas Bangalter, Guy-Manuel de Homem-Christo, Nile Rodgers e Pharrell Williams Arrangiamento: Max Longhi | Alessandra Valeri Manera, Thomas Bangalter, Guy-Manuel de Homem-Christo, Nile Rodgers e Pharrell Williams | The Gold Session                                         | – | — |
| 2020 | Allena la felicità                                                   | 3:25   | Max Longhi e Giorgio Vanni Arrangiamento: Max Longhi e Daniele Cuccione                                                              | Alessia Spera e Daniele Cuccione                                                                          | Allena la felicità                                       | Lova Music S.r.l. sotto licenza di Pirames International S.r.l.                                                    | Canzone dedicata alla mascotte Ben della palestra FitActive |
| 2020 | Detective Conan                                                      | 3:41   | Max Longhi e Giorgio Vanni Arrangiamento: Max Longhi                                                                                 | Alessandra Valeri Manera                                                                                  | The Gold Session                                         | – | — |
| 2020 | Dragon Ball                                                          | 3:58   | Max Longhi e Giorgio Vanni Arrangiamento: Max Longhi                                                                                 | Alessandra Valeri Manera                                                                                  | The Gold Session                                         | – | — |
| 2020 | Dragon Ball Super Kame Hame Ha                                       | 4:00   | Max Longhi e Giorgio Vanni Arrangiamento: Max Longhi, Marcello Salcuni e Giorgio Vanni                                               | Alessandra Valeri Manera                                                                                  | The Gold Session                                         | – | — |
| 2020 | Dragon Ball GT                                                       | 3:32   | Max Longhi e Giorgio Vanni Arrangiamento: Max Longhi                                                                                 | Alessandra Valeri Manera                                                                                  | The Gold Session                                         | – | — |
| 2020 | I cavalieri dello zodiaco                                            | 3:43   | Max Longhi e Giorgio Vanni Arrangiamento: Daniele Cuccione e Max Longhi                                                              | Alessandra Valeri Manera                                                                                  | The Gold Session                                         | – | — |
| 2020 | Io credo in me                                                       | 4:02   | Cristiano Macrì Arrangiamento: Marcello Salcuni                                                                                      | Giuseppe Dati                                                                                             | The Gold Session                                         | – | In duetto con Marcello Salcuni |
| 2020 | L'incredibile Hulk                                                   | 3:46   | Max Longhi e Giorgio Vanni Arrangiamento: Max Longhi                                                                                 | Alessandra Valeri Manera                                                                                  | The Gold Session                                         | – | — |
| 2020 | L'uomo tigre                                                         | 4:28   | Riccardo Zara Arrangiamento: Max Longhi e Giorgio Vanni                                                                              | Riccardo Zara Arrangiamento: Max Longhi e Giorgio Vanni                                                   | The Gold Session                                         | – | — |
| 2020 | Pokémon: oltre i cieli dell'avventura                                | 4:47   | Max Longhi e Giorgio Vanni Arrangiamento: Max Longhi                                                                                 | Alessandra Valeri Manera                                                                                  | The Gold Session                                         | – | — |
| 2020 | The Ciurma Song                                                      | 3:18   | Daniele Cuccione, Max Longhi e Giorgio Vanni Arrangiamento: Max Longhi e Daniele Cuccione                                            | Alessia Spera e i fan di Giorgio Vanni                                                                    | The Ciurma Song                                          | Lova Music S.r.l. sotto licenza di Pirames International S.r.l.                                                    | - Canzone non distribuita nei canali ufficiali ma tramite una donazione alla Croce Rossa Italiana durante una live su Twitch di Slim Dogs il 20 dicembre 2020 - L'artista ha dato la possibilità durante la prima quarantena del 2020 di partecipare alla scrittura del testo della canzone tramite Instagram |
| 2020 | Toon Tunz (noi siamo quelli del...)                                  | 4:32   | Max Longhi e Daniele Cuccione Arrangiamento: Max Longhi                                                                              | Giorgio Vanni, Max Longhi, Daniele Cuccione e Amedeo Preziosi                                             | The Gold Session                                         | – | Con la partecipazione di Angelo Maggi |
| 2020 | Yu-Gi-Oh!                                                            | 3:24   | Max Longhi e Giorgio Vanni Arrangiamento: Max Longhi e Giorgio Vanni                                                                 | Alessandra Valeri Manera                                                                                  | The Gold Session                                         | – | Con la partecipazione di Andrea Innesto |
| 2021 | Hearthstone siamo gli Eroi                                           | 2:55   | Max Longhi e Giorgio Vanni Arrangiamento: Max Longhi e Daniele Cuccione                                                              | Daniele Cuccione, Max Longhi e Giorgio Vanni                                                              | Hearthstone siamo gli Eroi                               | Lova Music S.r.l. sotto licenza di Pirames International S.r.l.                                                    | — |
| 2021 | Quando il tuo nome è su Death Note                                   | 3:01   | Max Longhi e Giorgio Vanni Arrangiamento: Max Longhi e Daniele Cuccione                                                              | Max Longhi, Alessia Spera e Giorgio Vanni                                                                 | Quando il tuo nome è su Death Note                       | Lova Music S.r.l. sotto licenza di Pirames International S.r.l.                                                    | Canzone dedicata al manga e anime Death Note |
| 2022 | Cool Freeezer                                                        | 1:34   | Simone Albrigi | Simone Albrigi                                                                                            | Cool Freezer                                             | Scottecs | — |
| 2022 | Di male in peggio                                                    | —      | Marco Arata Produzione e arrangiamento: Marco Arata                                                                                  | Marco Arata Produzione e arrangiamento: Marco Arata                                                       | —                                                        | — | - Canzone realizzata a scopo di beneficenza - Con la partecipazione di Mark the Hammer, Gem Boy, Don Alemanno, Auroro Borealo, Pedar, Kenobit, Cristina Scabbia, Sewit Jacob Villa, GionnyScandal e Paola Folli                                                                                               |
| 2022 | Il guardiano dei sogni                                               | 3:10   | Max Longhi, Matteo Schiavo e Giorgio Vanni Misaggio: Max Longhi e Daniele Cuccione                                                   | Max Longhi, Matteo Schiavo e Giorgio Vanni Misaggio: Max Longhi e Daniele Cuccione                        | Musica da giostra - Volume 9                             | Cramps Music S.r.l., Lova Music S.r.l., Subside Records S.r.l., The Saifam Group S.r.l.                            | In duetto con DJ Matrix |
| 2022 | Pokémon Arceus - Un nuovo inizio                                     | 3:39   | Max Longhi e Giorgio Vanni Arrangiamento: Max Longhi                                                                                 | Alessia Spera                                                                                             | Pokémon Arceus - Un nuovo inizio                         | Lova Music S.r.l. sotto licenza di Pirames International S.r.l.                                                    | Per la serie Twitch Leggende Pokémon Arceus Veteran Run di Cydonia e Sabaku No Maiku |
| 2023 | Batman e Wondertrans                                                 | —      | Daniele Lazzarin | Daniele Lazzarin                                                                                          | —                                                        | — | — |
| 2023 | Il ragazzo che non dorme mai                                         | 2:20   | Franco Micalizzi | Harold Stott – Matteo Schiavo e Giorgio Vanni                                                             | Il ragazzo che non dorme mai                             | Star S.r.l./West Edizioni Musicali S.r.l.                                                                          | — |
| 2023 | Monza is My Destiny                                                  | 2:14   | Max Longhi e Giorgio Vanni Arrangiamento: Max Longhi                                                                                 | Alessandra Valeri Manera                                                                                  | Monza is My Destiny                                      | Lova Music S.r.l/RTI S.p.A.                                                                                        | — |
| 2023 | Il mio dawg                                                          | 2:22   | Max Longhi e Giorgio Vanni –Giovanni Amati e Vincenzo Raccuglia Produzione: Foreigner                                                | Alessandra Valeri Manera – Gabriele Baldassarre e Matteo Privitera                                        | Il mio dawg                                              | Sony Music Entertainment Italy S.p.A.                                                                              | - Vegas Jones con la partecipazione di Giorgio Vanni - Il brano riprende la melodia di Dragon Ball |
| 2024 | Beyblade X                                                           | 2:29   | Max Longhi e Giorgio Vanni | Daniele Cuccione, Max Longhi e Giorgio Vanni                                                              | Beyblade X                                               | RTI S.p.A. | — |
| 2024 | Uno di noi                                                           | 3:32   | Max Longhi e Giorgio Vanni | Max Longhi e Giorgio Vanni                                                                                | Uno di noi                                               | Lova Music S.r.l.                                                                                                  | — |

## Canzoni eseguite solo dal vivo
Qui sono elencate alcune delle canzoni eseguite solo nei live o nelle ospitate televisive.
| Anno | Titolo                                                                                             | Durata | Musica | Testo | Incisione     | Edizioni musicali             | Note |
| ---- | -------------------------------------------------------------------------------------------------- | ------ | --- | --- | ------------- | ----------------------------- | --- |
| 2011 | What’s My Destiny Dragon Ball (Electric Slow Version)                                              | —      | Max Longhi e Giorgio Vanni Arrangiamento: Max Longhi | Alessandra Valeri Manera | —             | RTI S.p.A.                    | - Con la partecipazione di Cristina D'Avena e Max Longhi - Eseguita durante il Lucca Comics & Games 2011 |
| 2013 | Holly e Benji, Mila e Shiro                                                                        | 3:34   | Carlo Sagradini, Michele Romagnoli, Massimo Vicinelli, Gianni Boncompagni, Daniele Pace, Max Longhi, Giorgio Vanni, Paolo Ormi, Massimo Dorati Arrangiamento: Carlo Sagradini, Michele Romagnoli, Massimo Vicinelli, Max Longhi e Giorgio Vanni | Carlo Sagradini, Michele Romagnoli, Massimo Vicinelli, Franco Bracardi, Gianni Boncompagni, Alessandra Valeri Manera e Massimo Dorati | Colorado 2013 | RTI S.p.A., Lova Music S.r.l. | - Gem Boy con la partecipazione di Giorgio Vanni - Medley mp3 scaricabile gratuitamente dal sito dei Gem Boy che rivisita Holly e Benji, Ballo, ballo, A far l'amore comincia tu, What's my Destiny Dragon Ball, Tanti auguri, I Cavalieri dello zodiaco |
| 2018 | What’s My Destiny Dragon Ball                                                                      | —      | Max Longhi e Giorgio Vanni Arrangiamento: Max Longhi | Alessandra Valeri Manera, Vito Ventura                                                                                                | —             | RTI S.p.A.                    | - Con la partecipazione di Shade - Eseguita nel programma 90 Special |
| 2019 | Rossana/What a Mess Slump e Arale/Doraemon/Magica Doremì/Hamtaro piccoli criceti, grandi avventure | —      | Franco Fasano, Max Longhi e Giorgio Vanni Arrangiamento: Max Longhi Medley: Max Longhi | Alessandra Valeri Manera | —             | RTI S.p.A.                    | - Il medley viene introdotto da Maurizio Merluzzo nel ruolo di Shenron - Introdotto nei concerti del 2019 - In What a Mess Slump e Arale, Cristina D'Avena è sostituita da Silvia Pinto                                                                  |
| 2025 | Digimon                                                                                            | —      | Stefano Lucato e Antonio Summa Remix: Daniele Cuccione e Max Longhi | Bruno Tibaldi | —             | Rai Com S.p.A.                | Eseguita per la prima volta il 20 luglio 2025 a Rimini Comix |

### Altre canzoni
Qui sono elencate le canzoni non pensate per la pubblicazione per il mercato fisico e digitale ma solo per i canali social.
| Anno | Titolo                                  | Durata | Musica                                                     | Testo                                     | Incisione | Edizioni musicali | Note                                                                             |
| ---- | --------------------------------------- | ------ | ---------------------------------------------------------- | ----------------------------------------- | --------- | ----------------- | -------------------------------------------------------------------------------- |
| 2018 | Harry Potter Theme (Lova Music Edition) | —      | John Williams Arrangiamento: Max Longhi e Daniele Cuccione | Alessia Spera                             | —         | —                 | Cantato in occasione di Halloween 2018                                           |
| 2019 | Soldi                                   | —      | Alessandro Mahmoud, Dario Faini, Paolo Monachetti          | Alessandro Mahmoud, Dario Faini/I Panpers | —         | —                 | - Parodia della canzone Soldi - I Panpers con la partecipazione di Giorgio Vanni |
| 2019 | Spider-Man                              | 1:00   | Max Longhi e Giorgio Vanni Arrangiamento: Max Longhi       | Alessandra Valeri Manera                  | —         | RTI S.p.A.        | Con la partecipazione di Alex Polidori nel ruolo di Peter Parker/Spider-Man      |

### Demo
| Anno | Titolo                 | Durata | Musica                                                                               | Testo                        | Incisione | Note                                            |
| ---- | ---------------------- | ------ | ------------------------------------------------------------------------------------ | ---------------------------- | --------- | ----------------------------------------------- |
| 2017 | Signor S (Mil Version) | 3:00   | Max Longhi e Giorgio Vanni Arrangiamento e produzione: Max Longhi e Daniele Cuccione | Luigi Calagna e Sofia Scalia | Signor S  | Demo del brano Signor S cantata da Me contro Te |

## Canzoni scritte per altri artisti
In questa sezione sono elencate tutte le canzoni scritte e/o composte per altri artisti. Data l'enorme quantità di canzoni scritte, per Cristina D'Avena è stata dedicata una sezione a parte.

### Sigle di cartoni animati, televisive e canzoni per Cristina D'Avena
| Anno | Titolo                                                      | Durata | Musica                                                                                             | Testo                                                                                              | Incisione                                                   | Edizioni musicali                                                                        | Note |
| ---- | ----------------------------------------------------------- | ------ | -------------------------------------------------------------------------------------------------- | -------------------------------------------------------------------------------------------------- | ----------------------------------------------------------- | ---------------------------------------------------------------------------------------- | --- |
| 1999 | Hello Sandybell                                             | 3:10   | Max Longhi e Giorgio Vanni Arrangiamento: Max Longhi                                               | Alessandra Valeri Manera                                                                           | Fivelandia 1999                                             | RTI S.p.A.                                                                               | Sigla della serie animata omonima                                                                                |
| 1999 | Imbarchiamoci per un grande viaggio                         | 3:11   | Max Longhi e Giorgio Vanni Arrangiamento: Max Longhi                                               | Alessandra Valeri Manera                                                                           | Cristina D'Avena e i tuoi amici in TV 12                    | RTI S.p.A.                                                                               | Sigla della serie animata omonima                                                                                |
| 1999 | Mille emozioni tra le pagine del destino per Marie Yvonne   | 3:56   | Max Longhi e Giorgio Vanni Arrangiamento: Max Longhi                                               | Alessandra Valeri Manera                                                                           | Fivelandia 22                                               | RTI S.p.A.                                                                               | Sigla della serie animata omonima                                                                                |
| 1999 | Una giungla di avventure per Kimba                          | 3:30   | Max Longhi e Giorgio Vanni Arrangiamento: Max Longhi                                               | Alessandra Valeri Manera                                                                           | Fivelandia 1999                                             | RTI S.p.A.                                                                               | Sigla della serie animata omonima                                                                                |
| 2000 | Ai confini dell'universo                                    | 3:25   | Max Longhi e Giorgio Vanni Arrangiamento: Max Longhi                                               | Alessandra Valeri Manera                                                                           | Fivelandia 18                                               | RTI S.p.A.                                                                               | Sigla della serie animata omonima                                                                                |
| 2000 | Ai confini dell'universo (Remix)                            | 2:53   | Max Longhi, Giorgio Vanni Remix: Marcello Catalano                                                 | Alessandra Valeri Manera                                                                           | Pokémon Cartoons Dance Compilation                          | RTI S.p.A.                                                                               | — |
| 2000 | Emily e Alexander: che tipi questi topi                     | 3:39   | Max Longhi e Giorgio Vanni Arrangiamento: Max Longhi                                               | Alessandra Valeri Manera                                                                           | Cristina D'Avena e i tuoi amici in TV 13                    | RTI S.p.A.                                                                               | Sigla della serie animata omonima                                                                                |
| 2000 | Picchiarello                                                | 3:00   | Max Longhi e Giorgio Vanni Arrangiamento: Max Longhi                                               | Alessandra Valeri Manera                                                                           | Fivelandia 18                                               | RTI S.p.A.                                                                               | Sigla della serie animata omonima                                                                                |
| 2000 | Picchiarello (Remix)                                        | 2:54   | Max Longhi e Giorgio Vanni Remix: Morris Capaldi e Michele Brustia                                 | Alessandra Valeri Manera                                                                           | Pokémon Cartoons Dance Compilation                          | RTI S.p.A.                                                                               | — |
| 2000 | Sabrina                                                     | 3:19   | Max Longhi e Giorgio Vanni Arrangiamento: Max Longhi                                               | Alessandra Valeri Manera                                                                           | Cristina D'Avena e i tuoi amici in TV 13                    | RTI S.p.A.                                                                               | - Sigla della serie animata omonima - La voce di Salem è di Pietro Ubaldi                                        |
| 2000 | Sabrina (Remix)                                             | 2:39   | Max Longhi e Giorgio Vanni Remix: Morris Capaldi e Michele Brustia                                 | Alessandra Valeri Manera                                                                           | Pokémon Cartoons Dance Compilation                          | RTI S.p.A.                                                                               | La voce di Salem è di Pietro Ubaldi                                                                              |
| 2000 | Tiritere e ghirigori per due topi in mezzo ai fiori         | 3:09   | Max Longhi e Giorgio Vanni Arrangiamento: Max Longhi                                               | Alessandra Valeri Manera                                                                           | Fivelandia 18                                               | RTI S.p.A.                                                                               | Sigla della serie animata omonima                                                                                |
| 2000 | Tiritere e ghirigori per due topi in mezzo ai fiori (Remix) | 2:32   | Max Longhi e Giorgio Vanni Remix: Marcello Catalano                                                | Alessandra Valeri Manera                                                                           | Pokémon Cartoons Dance Compilation                          | RTI S.p.A.                                                                               | — |
| 2001 | All'arrembaggio!                                            | 3:10   | Max Longhi e Giorgio Vanni Arrangiamento: Max Longhi                                               | Alessandra Valeri Manera                                                                           | Fivelandia 19                                               | RTI S.p.A.                                                                               | - Sigla della serie animata One Piece - All'arrembaggio!                                                         |
| 2001 | All'arrembaggio! (Remix)                                    | 3:04   | Max Longhi e Giorgio Vanni Remix: Morris Capaldi e Michele Brustia                                 | Alessandra Valeri Manera                                                                           | Cartuno                                                     | RTI S.p.A.                                                                               | — |
| 2001 | Arriva Paddington!                                          | 2:33   | Max Longhi e Giorgio Vanni Arrangiamento: Max Longhi                                               | Alessandra Valeri Manera                                                                           | Fivelandia 19                                               | RTI S.p.A.                                                                               | Sigla della serie animata omonima                                                                                |
| 2001 | Carnaby Street                                              | 3:09   | Max Longhi e Giorgio Vanni Arrangiamento: Max Longhi                                               | Alessandra Valeri Manera                                                                           | Fivelandia 19                                               | RTI S.p.A.                                                                               | Sigla della serie animata omonima                                                                                |
| 2001 | Che baby-sitter questa mummia!                              | 2:59   | Max Longhi e Giorgio Vanni Arrangiamento: Max Longhi                                               | Alessandra Valeri Manera                                                                           | Fivelandia 19                                               | RTI S.p.A.                                                                               | Sigla della serie animata omonima                                                                                |
| 2001 | Fancy Lala                                                  | 3:28   | Max Longhi e Giorgio Vanni Arrangiamento: Max Longhi                                               | Alessandra Valeri Manera                                                                           | Fivelandia 19                                               | RTI S.p.A.                                                                               | Sigla della serie animata omonima                                                                                |
| 2001 | Hamtaro piccoli criceti, grandi avventure                   | 3:13   | Max Longhi e Giorgio Vanni Arrangiamento: Max Longhi                                               | Alessandra Valeri Manera                                                                           | Fivelandia 20                                               | RTI S.p.A.                                                                               | Sigla della serie animata omonima                                                                                |
| 2001 | Magica Doremì                                               | 3:24   | Max Longhi e Giorgio Vanni Arrangiamento: Max Longhi                                               | Alessandra Valeri Manera                                                                           | Cristina D'Avena e i tuoi amici in TV 15                    | RTI S.p.A.                                                                               | Sigla delle serie animate Magica Doremì e Magica magica Doremì                                                   |
| 2001 | Netéb, la principessa del Nilo                              | 3:32   | Max Longhi e Giorgio Vanni Arrangiamento: Max Longhi                                               | Alessandra Valeri Manera                                                                           | Fivelandia 19                                               | RTI S.p.A.                                                                               | Sigla della serie animata omonima                                                                                |
| 2001 | Super Elvis la stella del rock                              | 2:47   | Max Longhi e Giorgio Vanni Arrangiamento: Max Longhi                                               | Alessandra Valeri Manera                                                                           | Cristina D'Avena e i tuoi amici in TV 14                    | RTI S.p.A.                                                                               | Sigla della serie animata omonima                                                                                |
| 2002 | A scuola di magie                                           | 3:03   | Max Longhi e Giorgio Vanni Arrangiamento: Max Longhi                                               | Alessandra Valeri Manera                                                                           | Cristina D'Avena e i tuoi amici in TV 15                    | RTI S.p.A.                                                                               | Sigla della serie animata omonima                                                                                |
| 2002 | Hamtaro Ham Ham Friends                                     | 3:08   | Max Longhi e Giorgio Vanni Arrangiamento: Max Longhi                                               | Alessandra Valeri Manera                                                                           | Hamtaro piccoli criceti, grandi avventure                   | RTI S.p.A.                                                                               | Sigla della serie animata Hamtaro piccoli criceti, grandi avventure                                              |
| 2002 | Hamtaro piccoli criceti, grandi avventure (Remix)           | 3:15   | Max Longhi e Giorgio Vanni Remix: Morris Capaldi e Michele Brustia                                 | Alessandra Valeri Manera                                                                           | Cartuno - Parte 2                                           | RTI S.p.A.                                                                               | — |
| 2002 | Ma che magie Doremì!                                        | 3:31   | Max Longhi e Giorgio Vanni Arrangiamento: Max Longhi                                               | Alessandra Valeri Manera                                                                           | Fivelandia 20                                               | RTI S.p.A.                                                                               | Sigla delle serie animate Ma che magie Doremì e Mille magie Doremì                                               |
| 2002 | Ma che magie Doremì! (Remix)                                | 3:27   | Max Longhi e Giorgio Vanni Remix: Morris Capaldi e Michele Brustia                                 | Alessandra Valeri Manera                                                                           | Cartuno - Parte 2                                           | RTI S.p.A.                                                                               | — |
| 2002 | Simsalagrimm                                                | 3:35   | Max Longhi e Giorgio Vanni Arrangiamento: Max Longhi                                               | Alessandra Valeri Manera                                                                           | Cristina D'Avena e i tuoi amici in TV 16                    | RTI S.p.A.                                                                               | Sigla della serie animata omonima                                                                                |
| 2002 | Vita da streghe                                             | 3:13   | Max Longhi e Giorgio Vanni Arrangiamento: Max Longhi                                               | Alessandra Valeri Manera                                                                           | Cristina D'Avena e i tuoi amici in TV 15                    | RTI S.p.A.                                                                               | Sigla della serie animata omonima                                                                                |
| 2003 | Angelina ballerina                                          | 3:18   | Max Longhi e Giorgio Vanni Arrangiamento: Max Longhi                                               | Alessandra Valeri Manera                                                                           | Cristina D'Avena e i tuoi amici in TV 16                    | RTI S.p.A.                                                                               | Sigla della serie animata omonima                                                                                |
| 2003 | Che magnifiche spie!                                        | 3:21   | Max Longhi e Giorgio Vanni Arrangiamento: Max Longhi                                               | Alessandra Valeri Manera                                                                           | Cristina D'Avena e i tuoi amici in TV 16                    | RTI S.p.A.                                                                               | - Sigla della serie animata Totally Spies! - Che magnifiche spie! - Presente in minima parte anche l'artista     |
| 2003 | Che magnifiche spie! (Remix)                                | 2:59   | Max Longhi e Giorgio Vanni Remix: Morris Capaldi                                                   | Alessandra Valeri Manera                                                                           | Cartuno - Parte 3                                           | RTI S.p.A.                                                                               | Presente in minima parte anche l'artista                                                                         |
| 2003 | Doraemon                                                    | 3:07   | Max Longhi e Giorgio Vanni Arrangiamento: Max Longhi                                               | Alessandra Valeri Manera                                                                           | Cristina D'Avena e i tuoi amici in TV 16                    | RTI S.p.A.                                                                               | Sigla della serie animata omonima                                                                                |
| 2003 | Doraemon (Remix)                                            | 2:49   | Max Longhi e Giorgio Vanni Remix: Morris Capaldi                                                   | Alessandra Valeri Manera                                                                           | Cartuno - Parte 3                                           | RTI S.p.A.                                                                               | — |
| 2003 | Doredò Doremì                                               | 2:59   | Max Longhi e Giorgio Vanni Arrangiamento: Max Longhi                                               | Alessandra Valeri Manera                                                                           | Fivelandia 21                                               | RTI S.p.A.                                                                               | Sigla della serie animata omonima                                                                                |
| 2003 | Doredò Doremì (Remix)                                       | 2:52   | Max Longhi e Giorgio Vanni Remix: Fabio Gargiulo                                                   | Alessandra Valeri Manera                                                                           | Cartuno - Parte 3                                           | RTI S.p.A.                                                                               | — |
| 2003 | Draghi e draghetti                                          | 3:04   | Max Longhi e Giorgio Vanni Arrangiamento: Max Longhi                                               | Alessandra Valeri Manera                                                                           | Cristina D'Avena e i tuoi amici in TV 16                    | RTI S.p.A.                                                                               | Sigla della serie animata omonima                                                                                |
| 2003 | Gladiator's Academy                                         | 2:52   | Max Longhi e Giorgio Vanni Arrangiamento: Max Longhi                                               | Alessandra Valeri Manera                                                                           | Fivelandia 21                                               | RTI S.p.A.                                                                               | Sigla della serie animata Gladiator Academy                                                                      |
| 2003 | Hamtaro piccoli criceti, grandi avventure (Versione latina) | 3:28   | Max Longhi e Giorgio Vanni Arrangiamento: Max Longhi                                               | Alessandra Valeri Manera                                                                           | Cristina D'Avena e i tuoi amici in TV 16                    | RTI S.p.A.                                                                               | — |
| 2003 | Piccola Bijou                                               | 3:14   | Max Longhi e Giorgio Vanni Arrangiamento: Max Longhi                                               | Alessandra Valeri Manera                                                                           | Hamtaro piccoli criceti, grandi avventure                   | RTI S.p.A.                                                                               | Il brano è stato utilizzato come sigla di chiusura della serie animata Hamtaro piccoli criceti, grandi avventure |
| 2003 | Una miss scacciafantasmi                                    | 3:12   | Max Longhi e Giorgio Vanni Arrangiamento: Max Longhi                                               | Alessandra Valeri Manera                                                                           | Fivelandia 21                                               | RTI S.p.A.                                                                               | Sigla della serie animata omonima                                                                                |
| 2003 | Yui, ragazza virtuale                                       | 4:00   | Max Longhi e Giorgio Vanni Arrangiamento: Max Longhi                                               | Alessandra Valeri Manera                                                                           | Fivelandia 21                                               | RTI S.p.A.                                                                               | Sigla della serie animata omonima                                                                                |
| 2003 | Yui, ragazza virtuale (Remix)                               | 3:39   | Max Longhi e Giorgio Vanni Remix: Fabio Gargiulo                                                   | Alessandra Valeri Manera                                                                           | Cartuno - Parte 3                                           | RTI S.p.A.                                                                               | — |
| 2004 | Akubi Girl                                                  | 2:31   | Max Longhi e Giorgio Vanni Arrangiamento: Max Longhi                                               | Alessandra Valeri Manera                                                                           | Cristina for You                                            | RTI S.p.A.                                                                               | Sigla della serie animata omonima                                                                                |
| 2004 | Gladiator's Academy (Remix)                                 | 3:36   | Max Longhi e Giorgio Vanni Produzione: Factory Team e Fabio Turatti                                | Alessandra Valeri Manera                                                                           | Cartuno - Parte 4                                           | RTI S.p.A.                                                                               | — |
| 2004 | Hamtaro Ham Ham Friends (Remix)                             | 3:11   | Max Longhi e Giorgio Vanni Produzione: Factory Team e Fabio Turatti                                | Alessandra Valeri Manera                                                                           | Cartuno - Parte 4                                           | RTI S.p.A.                                                                               | — |
| 2004 | Kirby                                                       | 2:52   | Max Longhi e Giorgio Vanni Arrangiamento: Max Longhi                                               | Alessandra Valeri Manera                                                                           | Cristina D'Avena e i tuoi amici in TV 19                    | RTI S.p.A.                                                                               | Sigla della serie animata omonima                                                                                |
| 2004 | Sagwa                                                       | 3:50   | Max Longhi e Giorgio Vanni Arrangiamento: Max Longhi                                               | Alessandra Valeri Manera                                                                           | 40 - Il sogno continua                                      | RTI S.p.A.                                                                               | Sigla della serie animata omonima                                                                                |
| 2004 | Webdivers                                                   | 2:49   | Max Longhi, Cristiano Macrì e Giorgio Vanni Arrangiamento: Cristiano Macrì                         | Riccardo Barbieri e Luigi Vilardo                                                                  | Fivelandia 22                                               | RTI S.p.A.                                                                               | - Sigla della serie animata Webdiver - In duetto con Cristiano Macrì                                             |
| 2004 | Webdivers (Remix)                                           | 4:09   | Max Longhi, Cristiano Macrì e Giorgio Vanni Produzione: Factory Team e Fabio Turatti               | Riccardo Barbieri e Luigi Vilardo                                                                  | Cartuno - Parte 4                                           | RTI S.p.A.                                                                               | In duetto con Cristiano Macrì                                                                                    |
| 2005 | Mirmo                                                       | 3:01   | Max Longhi e Giorgio Vanni Arrangiamento: Max Longhi                                               | Alessandra Valeri Manera                                                                           | Mirmo!!                                                     | RTI S.p.A.                                                                               | Sigla della serie animata Mirmo!!                                                                                |
| 2006 | Grog di Magog                                               | 2:12   | Max Longhi e Giorgio Vanni Arrangiamento: Max Longhi                                               | Alessandra Valeri Manera                                                                           | Cristina D'Avena e i tuoi amici in TV 19                    | RTI S.p.A.                                                                               | Sigla della serie animata omonima                                                                                |
| 2006 | Le avventure di Piggley Winks                               | 3:24   | Max Longhi e Giorgio Vanni Arrangiamento: Max Longhi                                               | Alessandra Valeri Manera                                                                           | Cristina D'Avena e i tuoi amici in TV 21                    | RTI S.p.A.                                                                               | Sigla della serie animata omonima                                                                                |
| 2007 | Hamtaro                                                     | 3:02   | Max Longhi e Giorgio Vanni Arrangiamento: Max Longhi                                               | Alessandra Valeri Manera                                                                           | Cristina D'Avena e i tuoi amici in TV 21                    | RTI S.p.A.                                                                               | Sigla della serie animata Hamtaro piccoli criceti, grandi avventure                                              |
| 2007 | Il segreto della sabbia                                     | 3:10   | Max Longhi e Giorgio Vanni Arrangiamento: Max Longhi                                               | Alessandra Valeri Manera                                                                           | Cristina for You                                            | RTI S.p.A.                                                                               | Sigla della serie animata omonima                                                                                |
| 2007 | Prince of Tennis                                            | 3:28   | Max Longhi e Giorgio Vanni Arrangiamento: Max Longhi                                               | Alessandra Valeri Manera                                                                           | Cristina for You                                            | RTI S.p.A.                                                                               | Sigla della serie animata omonima                                                                                |
| 2007 | Wonder Bevil                                                | 2:40   | Max Longhi e Giorgio Vanni Arrangiamento: Max Longhi                                               | Alessandra Valeri Manera                                                                           | Cristina D'Avena e i tuoi amici in TV 21                    | RTI S.p.A.                                                                               | Sigla della serie animata omonima                                                                                |
| 2008 | Ballare è facile                                            | 1:03   | Max Longhi e Giorgio Vanni Arrangiamento: Max Longhi e Giorgio Vanni                               | Cristina D'Avena                                                                                   | Le fiabe di Fata Cri - Fata Cri e il ballo degli scoiattoli | RTI S.p.A.                                                                               | — |
| 2008 | Le fiabe di Fata Cri                                        | 0:45   | Max Longhi e Giorgio Vanni Arrangiamento: Max Longhi e Giorgio Vanni                               | Cristina D'Avena                                                                                   | Le fiabe di Fata Cri                                        | RTI S.p.A.                                                                               | Sigla dell'omonima collana di audiolibri                                                                         |
| 2008 | Le fiabe di Fata Cri                                        | 2:15   | Max Longhi e Giorgio Vanni Arrangiamento: Max Longhi e Giorgio Vanni                               | Cristina D'Avena                                                                                   | Cristina for You                                            | RTI S.p.A.                                                                               | Versione estesa                                                                                                  |
| 2008 | Una draghetta rosa                                          | 1:17   | Max Longhi e Giorgio Vanni Arrangiamento: Max Longhi e Giorgio Vanni                               | Cristina D'Avena                                                                                   | Le fiabe di Fata Cri - Fata Cri e i draghetti pasticcioni   | RTI S.p.A.                                                                               | — |
| 2009 | La paura                                                    | 2:20   | Max Longhi e Giorgio Vanni Arrangiamento: Max Longhi e Giorgio Vanni                               | Cristina D'Avena                                                                                   | Le fiabe di Fata Cri - Il mostro birbone                    | RTI S.p.A.                                                                               | — |
| 2009 | Non esser capricciosa                                       | 1:14   | Max Longhi e Giorgio Vanni Arrangiamento: Max Longhi e Giorgio Vanni                               | Cristina D'Avena                                                                                   | Le fiabe di Fata Cri - Il mistero della principessa         | RTI S.p.A.                                                                               | — |
| 2009 | Principesse gemelle                                         | 3:17   | Max Longhi e Giorgio Vanni Arrangiamento: Max Longhi e Giorgio Vanni                               | Cristina D'Avena                                                                                   | Cristina for You                                            | RTI S.p.A.                                                                               | Sigla della prima stagione della serie animata Twin Princess - Principesse gemelle                               |
| 2009 | Principesse gemelle (Energy Remix)                          | 3:32   | Max Longhi e Giorgio Vanni Produzione: ?                                                           | Cristina D'Avena                                                                                   | 30 e poi... - Parte prima                                   | RTI S.p.A.                                                                               | Sigla della seconda stagione della serie animata Twin Princess - Principesse gemelle                             |
| 2011 | Jewelpet                                                    | 3:11   | Max Longhi e Giorgio Vanni Arrangiamento: Max Longhi e Giorgio Vanni                               | Fabio Gargiulo, Max Longhi e Giorgio Vanni                                                         | Le sigle originali dei cartoni di Italia 1                  | RTI S.p.A.                                                                               | Sigla della serie animata omonima                                                                                |
| 2011 | Natale speciale                                             | 3:09   | Gisella Cozzo Adattamento italiano: Fabrizio Berlincioni Arrangiamento: Max Longhi e Giorgio Vanni | Gisella Cozzo Adattamento italiano: Fabrizio Berlincioni Arrangiamento: Max Longhi e Giorgio Vanni | Gisella Cozzo & Xmas Friends 4 Haiti                        | Benvenuto Edizioni Musicali/Lova Music S.r.l./Mamigi Publishing/Smilax Publishing S.r.l. | Gisella Cozzo featuring Cristina D'Avena                                                                         |
| 2012 | Estate d'amore                                              | 3:00   | Max Longhi e Giorgio Vanni Arrangiamento: Max Longhi e Giorgio Vanni                               | Cristina D'Avena                                                                                   | Estate d'amore (singolo digitale)                           | Crioma S.r.l./RTI S.p.A.                                                                 | - Sigla della trasmissione televisiva Karaoke Super Show! - Featuring Patrick Ray Pugliese                       |
| 2012 | Estate d'amore                                              | 3:00   | Max Longhi e Giorgio Vanni Arrangiamento: Max Longhi e Giorgio Vanni                               | Cristina D'Avena                                                                                   | 30 e poi… - Parte prima                                     | Crioma S.r.l./RTI S.p.A.                                                                 | - Versione alternativa - Featuring Patrick Ray Pugliese                                                          |
| 2017 | All'arrembaggio!                                            | 2:52   | Max Longhi e Giorgio Vanni Arrangiamento: Arianna Mereu e Andrea Papazzoni                         | Alessandra Valeri Manera                                                                           | Duets – Tutti cantano Cristina                              | Warner Music Italia S.r.l.                                                               | - Reinterpretazione del brano originale - Featuring Alessio Bernabei                                             |
| 2017 | Noi Puffi siam così                                         | 3:39   | Max Longhi e Giorgio Vanni Arrangiamento: ?                                                        | Alessandra Valeri Manera                                                                           | Noi Puffi siam così (singolo digitale)                      | Crioma S.r.l./Twenty Fifteen Avenue Music, Inc.                                          | Colonna sonora del film d'animazione I Puffi - Viaggio nella foresta segreta                                     |
| 2018 | Doraemon                                                    | 3:59   | Max Longhi e Giorgio Vanni Produzione: Jaro                                                        | Alessandra Valeri Manera e Vito Ventura                                                            | Duets Forever – Tutti cantano Cristina                      | Warner Music Italia S.r.l.                                                               | - Reinterpretazione del brano originale - Featuring Shade                                                        |

### Canzoni suonate o composte per altri artisti
| Anno | Titolo                                                    | Durata | Musica | Testo | Incisione                                                   | Note |
| ---- | --------------------------------------------------------- | ------ | --- | --- | ----------------------------------------------------------- | --- |
| 1983 | Spanish Journey                                           | 5:25   | Giorgio Vanni e Claudio D'Onofrio Arrangiamento: Giorgio Vanni, Paolo Costa, Claudio D'Onofrio, M. Iudicello       | Giorgio Vanni e Claudio D'Onofrio Arrangiamento: Giorgio Vanni, Paolo Costa, Claudio D'Onofrio, M. Iudicello       | Spanish Journey                                             | Cantata da Raylo |
| 1984 | Baila                                                     | 4:29   | Claudio D'Onofrio, Marco Tazzi e Giorgio Vanni Arrangiamento: Claudio D'Onofrio, Franco Santamaria e Giorgio Vanni | Claudio D'Onofrio, Marco Tazzi e Giorgio Vanni Arrangiamento: Claudio D'Onofrio, Franco Santamaria e Giorgio Vanni | Baila                                                       | Cantata da Juan Carlos Ramos Vaquero                                                                                           |
| 1984 | Che sia                                                   | 4:10   | Giorgio Vanni, Claudio D'Onofrio, Roberto Battaglia e Massimo Schiappadori                                         | Elio Aldrighetti e Oscar Avogadro                                                                                  | Bandido                                                     | Versione italiana cantata da Miguel Bosé                                                                                       |
| 1984 | Cristal                                                   | 4:24   | Claudio D'Onofrio e Giorgio Vanni Arrangiamento: Claudio D'Onofrio, Franco Santamaria e Giorgio Vanni              | Claudio D'Onofrio e Giorgio Vanni Arrangiamento: Claudio D'Onofrio, Franco Santamaria e Giorgio Vanni              | Baila                                                       | Cantata da Juan Carlos Ramos Vaquero                                                                                           |
| 1984 | Y Fue                                                     | 4:10   | Giorgio Vanni, Claudio D'Onofrio, Roberto Battaglia e Massimo Schiappadori                                         | ? | Bandido                                                     | Versione spagnola cantata da Miguel Bosé                                                                                       |
| 1984 | La Soledad de un Vividor de Fondo                         | 3:13   | Claudio D'Onofrio e Giorgio Vanni Arrangiamento: Claudio D'Onofrio, Franco Santamaria e Giorgio Vanni              | Claudio D'Onofrio e Giorgio Vanni Arrangiamento: Claudio D'Onofrio, Franco Santamaria e Giorgio Vanni              | Baila                                                       | Cantata da Juan Carlos Ramos Vaquero                                                                                           |
| 1984 | Pon la Radio                                              | 4:51   | Claudio D'Onofrio e Giorgio Vanni Arrangiamento: Claudio D'Onofrio, Franco Santamaria e Giorgio Vanni              | Claudio D'Onofrio e Giorgio Vanni Arrangiamento: Claudio D'Onofrio, Franco Santamaria e Giorgio Vanni              | Baila                                                       | Cantata da Juan Carlos Ramos Vaquero                                                                                           |
| 1984 | Souh of the Sahara                                        | 4:10   | Giorgio Vanni, Claudio D'Onofrio, Sergio Cossu e Roberto Colombo                                                   | Elio Aldrighetti e Oscar Avogadro                                                                                  | Bandido                                                     | - Cantata da Miguel Bosé - L'artista è presente sia nei cori sia alla chitarra                                                 |
| 1984 | Sueños de Papel                                           | 3:29   | Claudio D'Onofrio e Giorgio Vanni Arrangiamento: Claudio D'Onofrio, Franco Santamaria e Giorgio Vanni              | Claudio D'Onofrio e Giorgio Vanni Arrangiamento: Claudio D'Onofrio, Franco Santamaria e Giorgio Vanni              | Baila                                                       | Cantata da Juan Carlos Ramos Vaquero                                                                                           |
| 1984 | Walk into the Daylight                                    | 5:20   | Giorgio Vanni e Claudio D'Onofrio Arrangiamento: A. Indovina                                                       | Giorgio Vanni e Claudio D'Onofrio Arrangiamento: A. Indovina                                                       | Walk Into The Daylight (singolo)                            | Cantata da Taffy |
| 1986 | Lay down on me                                            | 4:01   | Giorgio Vanni, Claudio D'Onofrio, Paolo Costa, Marco Tazzi e Mike Ogletree                                         | Miguel Bosè, Alan David Rear                                                                                       | XXX                                                         | Versione europea cantata da Miguel Bosé                                                                                        |
| 1986 | Como un lobo                                              | 4:01   | Giorgio Vanni, Claudio D'Onofrio, Paolo Costa, Marco Tazzi e Mike Ogletree                                         | Miguel Bosè, Alan David Rear                                                                                       | XXX                                                         | Versione spagnola cantata da Miguel Bosé                                                                                       |
| 1986 | Over my head                                              | 3:58   | Giorgio Vanni, Claudio D'Onofrio, Paolo Costa, Marco Tazzi e Mike Ogletree                                         | Alan David Rear | XXX                                                         | Cantata da Miguel Bosé |
| 1986 | Walk into the daylight (Remix '86)                        | 7:02   | Giorgio Vanni e Claudio D'Onofrio                                                                                  | Giorgio Vanni e Claudio D'Onofrio                                                                                  | Once More/Walk Into The Daylight (Remix '86) (singolo)      | Cantata da Taffy |
| 1989 | Mosquito Bilingüe                                         | 3:11   | Mildred Villafañe e Giorgio Vanni                                                                                  | Mildred Villafañe e Giorgio Vanni                                                                                  | Cuéntamelo Dum Dum                                          | Cantata dal gruppo pop latino Flans                                                                                            |
| 1991 | Quasi mezzanotte                                          | 4:30   | Giorgio Vanni, Claudio D'Onofrio e Paolo Costa Arrangiamento: Maurizio Fabrizio Produttore: Angelo Carrara         | Giorgio Vanni, Claudio D'Onofrio e Paolo Costa Arrangiamento: Maurizio Fabrizio Produttore: Angelo Carrara         | Un angelo dal cielo                                         | - Cantata da Viola Valentino - Versione più lunga di quella incisa nell'album Tomato                                           |
| 1991 | You Can Get It If You Really Want                         | 4:13   | Jimmy Cliff Arrangiamento: Mauro Paoluzzi                                                                          | ? | Over The Pop                                                | - Cantata da Sabrina Salerno - Brano eseguito dai Tomato (ma non composto)                                                     |
| 1995 | Notti di Genova                                           | 5:13   | Cristiano De André e Giorgio Vanni                                                                                 | Oliviero Malaspina                                                                                                 | Sul confine                                                 | Cantata da Cristiano De Andrè                                                                                                  |
| 1998 | Buone verità                                              | 4:01   | Max Longhi e Giorgio Vanni Arrangiamento: Dado Parisini                                                            | Laura Pausini | La mia risposta                                             | Cantata da Laura Pausini |
| 1998 | Una gran verdad                                           | 4:01   | Max Longhi e Giorgio Vanni Arrangiamento: Dado Parisini                                                            | Laura Pausini | Mi respuesta                                                | - Cantata da Laura Pausini - Versione spagnola del brano Buone verità                                                          |
| 1999 | Evviva Bim Bum Bam                                        | 0:32   | Max Longhi e Giorgio Vanni Arrangiamento: Max Longhi                                                               | Alessandra Valeri Manera                                                                                           | Super Hits - Il meglio del meglio del meglio                | - Ultima sigla del contenitore omonimo - Cantata da Ambrogio, Uan e i Piccoli Cantori di Milano                                |
| 2001 | Everybody Come On (Wanna Be A Popstar)                    | 3:00   | Max Longhi e Giorgio Vanni Arrangiamento: Max Longhi e Giorgio Vanni                                               | Giorgio Vanni e Keeniatta Baird                                                                                    | Popstar                                                     | Cantata da Lolipop Sigla del programma Popstars                                                                                |
| 2001 | Evviva Bim Bum Bam (Remix)                                | 3:22   | Max Longhi, Giorgio Vanni, Morris Capaldi e Michele Brustia                                                        | Alessandra Valeri Manera                                                                                           | Cartuno                                                     | — |
| 2002 | Everybody Come On (Wanna Be a Popstar) (Remix)            | 4:08   | Max Longhi e Giorgio Vanni                                                                                         | Giorgio Vanni e Keeniatta Baird                                                                                    | Popstars 2002                                               | Cantata da Lolipop |
| 2003 | Estás                                                     | 4:32   | Miguel Gallardo, Max Longhi e Giorgio Vanni Arrangiamento: Bruno Nicolas, Carlos Quintero e Kiko Velàzquex         | Miguel Gallardo, Max Longhi e Giorgio Vanni Arrangiamento: Bruno Nicolas, Carlos Quintero e Kiko Velàzquex         | Otra realidad                                               | Cantata da Beth |
| 2003 | Notti di Genova (Live)                                    | 5:07   | Cristiano De André e Giorgio Vanni                                                                                 | Oliviero Malaspina                                                                                                 | Un giorno nuovo                                             | Cantata da Cristiano De Andrè                                                                                                  |
| 2003 | Piccoli momenti                                           | 4:21   | Max Longhi e Giorgio Vanni Arrangiamento: Armando Mango e Stefano Borzi                                            | Graziano Antonacci                                                                                                 | Per esempio... per amore                                    | Cantata da Mietta |
| 2003 | So So                                                     | 3:26   | Max Longhi e Giorgio Vanni e Fravergi Arrangiamento: R. Arduini e Fabio Gargiulo                                   | Miscrima | Meteor Dance                                                | Cantata da Misa Wajima |
| 2003 | SUPER LOVER〜I need you tonight〜                         | 3:19   | Max Longhi e Giorgio Vanni Arrangiamento: Max Longhi                                                               | Max Longhi e Giorgio Vanni Arrangiamento: Max Longhi                                                               | SUPER LOVER〜I need you tonight〜                           | - Cantata da i W-inds - Certificato disco di platino (Giappone)                                                                |
| 2005 | Witch                                                     | 3:18   | Max Longhi e Giorgio Vanni Arrangiamento: Max Longhi                                                               | Graziella Caliandro                                                                                                | Cartoonlandia Girls                                         | - Sigla della serie animata W.I.T.C.H. - Cantata da Lucky Stars (Emma, Colomba Pane, Laura Pisu)                               |
| 2006 | Hunter Hunter                                             | 3:19   | Max Longhi e Giorgio Vanni Arrangiamento: Max Longhi                                                               | Graziella Caliandro e Fabio Gargiulo                                                                               | Cartoonlandia Boys & Girls Story                            | - Sigla della serie animata Hunter × Hunter - Cantata da Silvio Pozzoli                                                        |
| 2006 | Ichinichi                                                 | 3:35   | Max Longhi e Giorgio Vanni e Fravergi Arrangiamento: Max Longhi, Giorgio Vanni e Fabio Gargiulo                    | Miscrima | Misa Code                                                   | Cantata da Misa Wajima |
| 2006 | Ichinichi (Big Kiss Vs. Raversonic Remix Edit)            | 3:34   | Max Longhi, Giorgio Vanni e Fravergi                                                                               | Miscrima | Misa Code                                                   | Cantata da Misa Wajima |
| 2006 | Ichinichi (Big Kiss Vs. Raversonic Remix Edit)            | 6:36   | Max Longhi, Giorgio Vanni e Fravergi                                                                               | Miscrima | Ichinichi                                                   | Cantata da Misa Wajima |
| 2006 | Ichinichi (Mark Farina & The Factory Team Extended Remix) | 4:52   | Max Longhi, Giorgio Vanni e Fravergi Arrangiamento: Max Longhi, Giorgio Vanni e Fabio Gargiulo                     | Miscrima | Misa Code                                                   | Cantata da Misa Wajima |
| 2006 | So So (Myyx-Up Remix)                                     | 4:42   | Max Longhi, Giorgio Vanni e Fravergi Remix:?                                                                       | Miscrima | So So ~恋のゴールデン☆ゴール~                               | Cantata da Misa Wajima |
| 2006 | So So (Led Extended Remix)                                | 5:48   | Max Longhi, Giorgio Vanni e Fravergi Remix: Luigi Stanga                                                           | Miscrima | So So ~恋のゴールデン☆ゴール~                               | Cantata da Misa Wajima |
| 2006 | So So (Overhead Champion Mix)                             | 5:31   | Max Longhi, Giorgio Vanni e Fravergi Remix: Overhead Champion                                                      | Miscrima | So So ~恋のゴールデン☆ゴール~                               | Cantata da Misa Wajima |
| 2006 | So So (Overhead Champion Full Vocal Mix)                  | 6:38   | Max Longhi, Giorgio Vanni e Fravergi Remix: Overhead Champion                                                      | Miscrima | So So ~恋のゴールデン☆ゴール~                               | Cantata da Misa Wajima |
| 2006 | So So (Overhead Champion Radio Edit)                      | 3:48   | Max Longhi, Giorgio Vanni e Fravergi Remix: Overhead Champion                                                      | Miscrima | So So ~恋のゴールデン☆ゴール~                               | Cantata da Misa Wajima |
| 2006 | So So (Original Extended Version)                         | 5:09   | Max Longhi, Giorgio Vanni e Fravergi Arrangiamento: R. Arduini e Fabio Gargiulo                                    | Miscrima | So So ~恋のゴールデン☆ゴール~                               | Cantata da Misa Wajima |
| 2006 | So So (Original Radio Edit)                               | 3:44   | Max Longhi, Giorgio Vanni e Fravergi Arrangiamento: R. Arduini e Fabio Gargiulo                                    | Miscrima | So So ~恋のゴールデン☆ゴール~                               | Cantata da Misa Wajima |
| 2007 | Battito d'amore                                           | 3:09   | Max Longhi e Giorgio Vanni Arrangiamento: Max Longhi                                                               | Max Longhi e Giorgio Vanni Arrangiamento: Max Longhi                                                               | Mermaid Melody - Principesse Sirene                         | - Brano della serie animata Mermaid Melody - Principesse sirene - Cantata da Claudia D'Ulisse e Valentina Ponzone              |
| 2007 | Dolce melodia                                             | 2:46   | Max Longhi e Giorgio Vanni Arrangiamento: Max Longhi                                                               | Max Longhi e Giorgio Vanni Arrangiamento: Max Longhi                                                               | Mermaid Melody - Principesse Sirene                         | - Brano della serie animata Mermaid Melody - Principesse sirene - Cantata da Betty Cavalli, Francesca Daprati e Denise Misseri |
| 2007 | Dolce melodia (versione carillon)                         | 1:44   | Max Longhi e Giorgio Vanni Arrangiamento: Max Longhi                                                               | Max Longhi e Giorgio Vanni Arrangiamento: Max Longhi                                                               | Mermaid Melody - Principesse Sirene                         | - Brano della serie animata Mermaid Melody - Principesse sirene - Cantata da Denise Misseri                                    |
| 2007 | Dolce melodia (versione carillon)                         | 1:44   | Max Longhi e Giorgio Vanni Arrangiamento: Max Longhi                                                               | Max Longhi e Giorgio Vanni Arrangiamento: Max Longhi                                                               | Mermaid Melody - La colonna sonora delle Principesse Sirene | - Brano della serie animata Mermaid Melody - Principesse sirene - Cantata da Valeria Caponnetto                                |
| 2009 | Balalaika                                                 | 3:31   | Max Longhi e Giorgio Vanni Arrangiamento: Max Longhi e Giorgio Vanni                                               | Max Longhi e Giorgio Vanni Arrangiamento: Max Longhi e Giorgio Vanni                                               | Kilari                                                      | - Brano della serie animata Kilari - Cantata da Valentina Ponzone                                                              |
| 2009 | Kilari                                                    | 3:14   | Max Longhi e Giorgio Vanni Arrangiamento: Max Longhi e Giorgio Vanni                                               | Fabio Gargiulo, Max Longhi e Giorgio Vanni                                                                         | Kilari                                                      | - Sigla della serie animata omonima - Cantata da Valentina Ponzone                                                             |
| 2009 | Tu sei unica                                              | 2:46   | Max Longhi e Giorgio Vanni Arrangiamento: Max Longhi e Giorgio Vanni                                               | Max Longhi e Giorgio Vanni Arrangiamento: Max Longhi e Giorgio Vanni                                               | Kilari                                                      | - Brano della serie animata Kilari - Cantata da Antonio Divincenzo                                                             |
| 2010 | Mi Querida (Mas Bonita)                                   | 3:07   | Max Longhi e Giorgio Vanni                                                                                         | Vito Plescia | Mi Querida (Mas Bonita) (singolo digitale)                  | Cantata da Vittorio Gucci |
| 2012 | El Viajero Frecuente                                      | 4:24   | Massimo D'Apollo, Max Longhi e Giorgio Vanni                                                                       | Ricardo Montaner                                                                                                   | Viajero Frecuente                                           | Cantata da Ricardo Montaner |
| 2014 | La Nieve                                                  | 3:47   | Max Longhi e Giorgio Vanni Arrangiamento: Max Longhi                                                               | Ricardo Montaner                                                                                                   | Agradecido                                                  | - Cantata da Ricardo Montaner - L'artista è presente anche alla chitarra                                                       |
| 2017 | Signor S                                                  | 3:08   | Max Longhi e Giorgio Vanni Arrangiamento: Max Longhi e Giorgio Vanni                                               | Luigi Calagna e Sofia Scalia                                                                                       | Signor S (singolo digitale)                                 | Cantata dal duo Me contro Te                                                                                                   |
| 2018 | Kira e Ray                                                | 2:42   | Max Longhi e Giorgio Vanni Arrangiamento: Max Longhi e Giorgio Vanni                                               | Luigi Calagna e Sofia Scalia                                                                                       | Kira e Ray (singolo digitale)                               | Cantata dal duo Me contro Te                                                                                                   |
| 2018 | Lova Maccaroni                                            | 2:03   | Max Longhi e Giorgio Vanni Arrangiamento: Max Longhi e Giorgio Vanni                                               | Max Longhi e Giorgio Vanni Arrangiamento: Max Longhi e Giorgio Vanni                                               | Le musiche di Cotto e mangiato                              | Cantata da? |
| 2019 | La vita è un circo                                        | 3:09   | Daniele Cuccione, Max Longhi, Giorgio Vanni Arrangiamento: Max Longhi e Giorgio Vanni                              | Luigi Calagna e Sofia Scalia                                                                                       | La vita è un circo (singolo digitale)                       | Cantata dal duo Me contro Te                                                                                                   |

## Composizioni
Queste è la sezione con l'elenco di alcune delle composizioni dell'artista.
| Anno | Titolo                          | Durata | Esecuzione                 | Musica                                                                               | Incisione                  | Note |
| ---- | ------------------------------- | ------ | -------------------------- | ------------------------------------------------------------------------------------ | -------------------------- | ---- |
| 2019 | Banjo Girl and Guitar Boy       | 2:43   | Max Longhi e Giorgio Vanni | Max Longhi, Carlo Marchino e Giorgio Vanni Arrangiamento: Max Longhi e Giorgio Vanni | Creative Sounds Volume 64  | —    |
| 2019 | Black Friday Rush               | 1:53   | Max Longhi e Giorgio Vanni | Max Longhi, Carlo Marchino e Giorgio Vanni Arrangiamento: Max Longhi e Giorgio Vanni | Creative Sounds Volume 73  | —    |
| 2019 | Carry on to Strings             | 2:42   | Max Longhi e Giorgio Vanni | Max Longhi, Carlo Marchino e Giorgio Vanni Arrangiamento: Max Longhi e Giorgio Vanni | Creative Sounds Volume 69  | —    |
| 2019 | Cool in Blue Water              | 2:33   | Max Longhi e Giorgio Vanni | Max Longhi, Carlo Marchino e Giorgio Vanni Arrangiamento: Max Longhi e Giorgio Vanni | Creative Sounds Volume 69  | —    |
| 2019 | Dance to the Big World          | 2:39   | Max Longhi e Giorgio Vanni | Max Longhi, Carlo Marchino e Giorgio Vanni Arrangiamento: Max Longhi e Giorgio Vanni | Creative Sounds Volume 69  | —    |
| 2019 | Deep Emotional Piano uno        | 1:07   | Max Longhi e Giorgio Vanni | Max Longhi, Carlo Marchino e Giorgio Vanni Arrangiamento: Max Longhi e Giorgio Vanni | Creative Sounds Volume 88  | —    |
| 2019 | Deep Emotional Piano due        | 1:18   | Max Longhi e Giorgio Vanni | Max Longhi, Carlo Marchino e Giorgio Vanni Arrangiamento: Max Longhi e Giorgio Vanni | Creative Sounds Volume 88  | —    |
| 2019 | Deep Emotional Piano tre        | 1:38   | Max Longhi e Giorgio Vanni | Max Longhi, Carlo Marchino e Giorgio Vanni Arrangiamento: Max Longhi e Giorgio Vanni | Creative Sounds Volume 88  | —    |
| 2019 | Deep Emotional Piano quattro    | 1:52   | Max Longhi e Giorgio Vanni | Max Longhi, Carlo Marchino e Giorgio Vanni Arrangiamento: Max Longhi e Giorgio Vanni | Creative Sounds Volume 88  | —    |
| 2019 | Electronic Spiral of Tomorrow   | 1:43   | Max Longhi e Giorgio Vanni | Max Longhi, Carlo Marchino e Giorgio Vanni Arrangiamento: Max Longhi e Giorgio Vanni | Creative Sounds Volume 73  | —    |
| 2019 | Escape from the Jungle          | 2:27   | Max Longhi e Giorgio Vanni | Max Longhi, Carlo Marchino e Giorgio Vanni Arrangiamento: Max Longhi e Giorgio Vanni | Creative Sounds Volume 64  | —    |
| 2019 | Falling Down in the Sky         | 1:59   | Max Longhi e Giorgio Vanni | Max Longhi, Carlo Marchino e Giorgio Vanni Arrangiamento: Max Longhi e Giorgio Vanni | Creative Sounds Volume 69  | —    |
| 2019 | Fire Box Two Color              | 3:15   | Max Longhi e Giorgio Vanni | Max Longhi, Carlo Marchino e Giorgio Vanni Arrangiamento: Max Longhi e Giorgio Vanni | Creative Sounds Volume 64  | —    |
| 2019 | Funky Break at                  | 2:39   | Max Longhi e Giorgio Vanni | Max Longhi, Carlo Marchino e Giorgio Vanni Arrangiamento: Max Longhi e Giorgio Vanni | Creative Sounds Volume 69  | —    |
| 2019 | If You Want to Kiss             | 1:48   | Max Longhi e Giorgio Vanni | Max Longhi, Carlo Marchino e Giorgio Vanni Arrangiamento: Max Longhi e Giorgio Vanni | Creative Sounds Volume 69  | —    |
| 2019 | I'm Walking Alone Today         | 1:43   | Max Longhi e Giorgio Vanni | Max Longhi, Carlo Marchino e Giorgio Vanni Arrangiamento: Max Longhi e Giorgio Vanni | Creative Sounds Volume 64  | —    |
| 2019 | Kids Backing in Happy Moments   | 1:22   | Max Longhi e Giorgio Vanni | Max Longhi, Carlo Marchino e Giorgio Vanni Arrangiamento: Max Longhi e Giorgio Vanni | Creative Sounds Volume 82  | —    |
| 2019 | Let Me Answer Baby              | 3:14   | Max Longhi e Giorgio Vanni | Max Longhi, Carlo Marchino e Giorgio Vanni Arrangiamento: Max Longhi e Giorgio Vanni | Creative Sounds Volume 69  | —    |
| 2019 | Living for the Space Atmosphere | 2:11   | Max Longhi e Giorgio Vanni | Max Longhi, Carlo Marchino e Giorgio Vanni Arrangiamento: Max Longhi e Giorgio Vanni | Creative Sounds Volume 64  | —    |
| 2019 | My Eagles Flight Good           | 3:31   | Max Longhi e Giorgio Vanni | Max Longhi, Carlo Marchino e Giorgio Vanni Arrangiamento: Max Longhi e Giorgio Vanni | Creative Sounds Volume 64  | —    |
| 2019 | Nobody No Time To Way           | 2:40   | Max Longhi e Giorgio Vanni | Max Longhi, Carlo Marchino e Giorgio Vanni Arrangiamento: Max Longhi e Giorgio Vanni | Creative Sounds Volume 73  | —    |
| 2019 | Puff Parfume                    | 0:37   | Max Longhi e Giorgio Vanni | Max Longhi, Carlo Marchino e Giorgio Vanni Arrangiamento: Max Longhi e Giorgio Vanni | Creative Sounds Volume 113 | —    |
| 2019 | Rock Back in Town               | 2:02   | Max Longhi e Giorgio Vanni | Max Longhi, Carlo Marchino e Giorgio Vanni Arrangiamento: Max Longhi e Giorgio Vanni | Creative Sounds Volume 64  | —    |
| 2019 | Runaway from Here               | 3:22   | Max Longhi e Giorgio Vanni | Max Longhi, Carlo Marchino e Giorgio Vanni Arrangiamento: Max Longhi e Giorgio Vanni | Creative Sounds Volume 64  | —    |
| 2019 | Say My Name Now                 | 1:59   | Max Longhi e Giorgio Vanni | Max Longhi, Carlo Marchino e Giorgio Vanni Arrangiamento: Max Longhi e Giorgio Vanni | Creative Sounds Volume 73  | —    |
| 2019 | Strikes the Strings Power       | 0:38   | Max Longhi e Giorgio Vanni | Max Longhi, Carlo Marchino e Giorgio Vanni Arrangiamento: Max Longhi e Giorgio Vanni | Creative Sounds Volume 69  | —    |
| 2019 | The Catch Without Break         | 2:42   | Max Longhi e Giorgio Vanni | Max Longhi, Carlo Marchino e Giorgio Vanni Arrangiamento: Max Longhi e Giorgio Vanni | Creative Sounds Volume 69  | —    |
| 2019 | The Cooking Swing World         | 1:59   | Max Longhi e Giorgio Vanni | Max Longhi, Carlo Marchino e Giorgio Vanni Arrangiamento: Max Longhi e Giorgio Vanni | Creative Sounds Volume 70  | —    |
| 2019 | The First Emotion of Morning    | 0:48   | Max Longhi e Giorgio Vanni | Max Longhi, Carlo Marchino e Giorgio Vanni Arrangiamento: Max Longhi e Giorgio Vanni | Creative Sounds Volume 96  | —    |
| 2019 | The Eye of Techno Fall          | 2:15   | Max Longhi e Giorgio Vanni | Max Longhi, Carlo Marchino e Giorgio Vanni Arrangiamento: Max Longhi e Giorgio Vanni | Creative Sounds Volume 64  | —    |
| 2019 | The Hard Life Goes              | 3:05   | Max Longhi e Giorgio Vanni | Max Longhi, Carlo Marchino e Giorgio Vanni Arrangiamento: Max Longhi e Giorgio Vanni | Creative Sounds Volume 69  | —    |
| 2019 | The Heart of the Nitght         | 1:42   | Max Longhi e Giorgio Vanni | Max Longhi, Carlo Marchino e Giorgio Vanni Arrangiamento: Max Longhi e Giorgio Vanni | Creative Sounds Volume 73  | —    |
| 2019 | The White Shop Service          | 3:23   | Max Longhi e Giorgio Vanni | Max Longhi, Carlo Marchino e Giorgio Vanni Arrangiamento: Max Longhi e Giorgio Vanni | Creative Sounds Volume 64  | —    |
| 2019 | The Witches of the City         | 2:05   | Max Longhi e Giorgio Vanni | Max Longhi, Carlo Marchino e Giorgio Vanni Arrangiamento: Max Longhi e Giorgio Vanni | Creative Sounds Volume 64  | —    |
| 2019 | This Week on Computer           | 2:49   | Max Longhi e Giorgio Vanni | Max Longhi, Carlo Marchino e Giorgio Vanni Arrangiamento: Max Longhi e Giorgio Vanni | Creative Sounds Volume 64  | —    |
| 2019 | Waiting for the Next            | 2:25   | Max Longhi e Giorgio Vanni | Max Longhi, Carlo Marchino e Giorgio Vanni Arrangiamento: Max Longhi e Giorgio Vanni | Creative Sounds Volume 73  | —    |

## Sigle televisive come autore
- 1 contro 100
- Jackpot - Fate il vostro gioco
- Real Time
- La sai l'ultima?
- Forza papà (musiche)
- A tu per tu
- Fuego
- Wozzup
- Le Iene
- Ziggie
- Pianeta Mare
- Grande Fratello[38]

## Jingle pubblicitari
| Anno | Titolo           | Durata | Autori                     | Incisione | Edizioni musicali | Note                                                                                   |
| ---- | ---------------- | ------ | -------------------------- | --------- | ----------------- | -------------------------------------------------------------------------------------- |
| 1993 | Always Coca Cola | —      | ?                          | —         | —                 | Jingle dello spot televisivo omonimo                                                   |
| 1993 | Always Coca Cola | —      | ?                          | —         | —                 | - Jingle dello spot televisivo omonimo - Versione alternativa                          |
| 1993 | Raider           | —      | ?                          | —         | —                 | Jingle dello spot televisivo omonimo                                                   |
| 2001 | UNO Extreme      | —      | Max Longhi e Giorgio Vanni | —         | —                 | Jingle dello spot televisivo omonimo                                                   |
| 2007 | Fruttolo Go      | —      | Berry                      | —         | —                 | - Jingle per lo spot televisivo del prodotto omonimo - Cover del brano Johnny B. Goode |

- Borotalco Roberts alto là al sudore (speaker)
- Hasbro Roller Sprint (speaker e voce cantata)
- IBM PS/2 (speaker e voce cantata)
- Raider cambio nome in Twix (voce cantata)
- Hot Wheels (speaker ufficiale)
- Mediaset Premium
- Hip Hop (orologi)
- Puzz 3D (speaker e voce cantata)